# Рапунцель: Новая история
«Рапунцель: Новая история» (англ. Tangled: The Series), (со второго сезона «Рапунцель: История Продолжается») (англ. Rapunzel’s Tangled Adventure) — американский анимационный телесериал, созданный студией «Disney Television Animation». Премьера состоялась 24 марта 2017 года. Показ сериала завершился 1 марта 2020 года.
Действие мультсериала разворачивается спустя полгода после событий оригинального мультфильма «Рапунцель: Запутанная история» и продолжаются «Рапунцель: Дорога к мечте» повествует о приключениях принцессы Рапунцель, её возлюбленного Юджина, фрейлины Кассандры, хамелеона Паскаля и коня Максимуса.

## Сюжет
Продолжаются приключения Рапунцель и её друзей после событий «Рапунцель: Дорога к мечте». Прошло полгода с тех пор, как девушка вернулась домой и вновь обрела своих родителей. Совсем скоро должна состояться её коронация. Пока все во дворце готовятся к пышному торжеству, Рапунцель нужно усвоить множество жизненных уроков и разобраться с новыми для неё обязанностями Принцессы. Помогать Рапунцель в этом нелёгком деле будут её верные друзья.
Во втором сезоне Рапунцель с друзьями отправится в путешествие за своим предназначением.
Третий сезон официально является последним сезоном мультсериала.

## Персонажи

### Главные герои
- Рапунцель (англ. Rapunzel) — любознательная, оптимистичная и альтруистичная девушка, принцесса, обладательница волшебных волос, до 18-ти лет жила в высокой башне, но однажды выбралась оттуда. Всегда ходит босиком.
  - Флин Райдер/Юджин Фицерберт (англ. Flynn Rider/Eugene Fitzherbert) —   более известный как Флин Райдер, до встречи с Рапунцель имел весьма сомнительную репутацию главного вора в королевстве.
- Паскаль (англ. Pascal) — очаровательный хамелеон и лучший друг Рапунцель. Он готов на всё ради Принцессы и никому не даст её в обиду. Своё настроение он выражает при помощи смены цвета и мимики.
- Максимус (англ. Maximus) — конь начальника караула, который решил непременно изловить опасного преступника Флина Райдера. Благодаря ему Юджин познакомился с Рапунцель.
- Кассандра (англ. Cassandra) — фрейлина Принцессы и дочь матушки Готель. Смелая и бескомпромиссная, воспитанная начальником караула, Кассандра становится для Рапунцель верной подругой и надёжной помощницей. Кассандра не только учит Принцессу всем тонкостям дворцового этикета, но и помогает ей поверить в себя и свои силы.
- Ланс Туголук (англ. Lance Strongbow) — лучший друг Юджина и бывший соучастник по преступлениям. Вместе с Юджином росли в приюте.

### Второстепенные персонажи
- Королева Арианна (англ. Queen Arianna) — супруга Короля и мать Рапунцель.
- Король Фредерик (англ. King Frederick) — король и повелитель королевства, в пределах которого происходят события сказки. Отец Рапунцель.
- Вэриан (англ. Varian) — шестнадцатилетний парень. Добрый, уверенный в себе и весьма неуклюжий. Разбирается во всём, что связано с алхимией, а также неплохой изобретатель. Восхищался Флин Райдером.
- Адира (англ. Adira) — член братства Тёмного Королевства. Задача братства - не подпустить к лунному камню ни единой живой души. Однако Адира наоборот посвятила свою жизнь поиску солнечной капли и помогает Рапунцель и её команде дойти до заветного лунного камня.
- Зан Тири (англ. Zhan Tiri) — древняя могущественная колдунья, главная антагонистка сериала.

## Производство
3 июня 2015 года Disney Channel объявили, что сериал находится в разработке. 15 февраля 2017 года перед премьерой серии было объявлено, что сериал продлевается на второй сезон. В серии представлены новые песни от Алана Менкена, который написал песни для оригинального фильма, и Гленна Слейтера.
31 мая 2018 года было объявлено, что премьера второго сезона состоится 24 июня 2018 года и что сериал также был продлён на третий сезон.  Кроме того, было также объявлено, что сериал будет переименован в «Рапунцель: История Продолжается».
Несмотря на то, что название сериала было изменено до выхода второго сезона, все сезоны сериала названы «Рапунцель: Новая история» на Disney+.

## Список серий
| Описание: | Спустя шесть месяцев Рапунцель обосновалась в королевстве Корона, но не может наслаждаться жизнью с постоянной защитой стражей своего отца. Когда она и её подруга Кассандра решают сбежать, они выбираются из замка и натыкаются на волшебные чёрные камни, которые волшебным образом возвращают её длинные светлые волосы (которые теперь невозможно отрезать, поэтому Рапунцель должна скрыть это от всех, особенно от её родителей). | Спустя шесть месяцев Рапунцель обосновалась в королевстве Корона, но не может наслаждаться жизнью с постоянной защитой стражей своего отца. Когда она и её подруга Кассандра решают сбежать, они выбираются из замка и натыкаются на волшебные чёрные камни, которые волшебным образом возвращают её длинные светлые волосы (которые теперь невозможно отрезать, поэтому Рапунцель должна скрыть это от всех, особенно от её родителей). | Спустя шесть месяцев Рапунцель обосновалась в королевстве Корона, но не может наслаждаться жизнью с постоянной защитой стражей своего отца. Когда она и её подруга Кассандра решают сбежать, они выбираются из замка и натыкаются на волшебные чёрные камни, которые волшебным образом возвращают её длинные светлые волосы (которые теперь невозможно отрезать, поэтому Рапунцель должна скрыть это от всех, особенно от её родителей). | Спустя шесть месяцев Рапунцель обосновалась в королевстве Корона, но не может наслаждаться жизнью с постоянной защитой стражей своего отца. Когда она и её подруга Кассандра решают сбежать, они выбираются из замка и натыкаются на волшебные чёрные камни, которые волшебным образом возвращают её длинные светлые волосы (которые теперь невозможно отрезать, поэтому Рапунцель должна скрыть это от всех, особенно от её родителей). | Спустя шесть месяцев Рапунцель обосновалась в королевстве Корона, но не может наслаждаться жизнью с постоянной защитой стражей своего отца. Когда она и её подруга Кассандра решают сбежать, они выбираются из замка и натыкаются на волшебные чёрные камни, которые волшебным образом возвращают её длинные светлые волосы (которые теперь невозможно отрезать, поэтому Рапунцель должна скрыть это от всех, особенно от её родителей). | Спустя шесть месяцев Рапунцель обосновалась в королевстве Корона, но не может наслаждаться жизнью с постоянной защитой стражей своего отца. Когда она и её подруга Кассандра решают сбежать, они выбираются из замка и натыкаются на волшебные чёрные камни, которые волшебным образом возвращают её длинные светлые волосы (которые теперь невозможно отрезать, поэтому Рапунцель должна скрыть это от всех, особенно от её родителей). | Спустя шесть месяцев Рапунцель обосновалась в королевстве Корона, но не может наслаждаться жизнью с постоянной защитой стражей своего отца. Когда она и её подруга Кассандра решают сбежать, они выбираются из замка и натыкаются на волшебные чёрные камни, которые волшебным образом возвращают её длинные светлые волосы (которые теперь невозможно отрезать, поэтому Рапунцель должна скрыть это от всех, особенно от её родителей). |

| Описание: | Рапунцель и Кассандра ищут алхимика в попытке раскрыть тайну: как и почему выросли золотые 70-футовые волосы Рапунцель. Выясняется, что новые, нерушимые светлые волосы Рапунцель уже не обладают своими первоначальными целебными способностями вечной молодости, долговечности или воскресения. Однако они обладают способностью работать в качестве защитного щита для своего владельца и окружающих. | Рапунцель и Кассандра ищут алхимика в попытке раскрыть тайну: как и почему выросли золотые 70-футовые волосы Рапунцель. Выясняется, что новые, нерушимые светлые волосы Рапунцель уже не обладают своими первоначальными целебными способностями вечной молодости, долговечности или воскресения. Однако они обладают способностью работать в качестве защитного щита для своего владельца и окружающих. | Рапунцель и Кассандра ищут алхимика в попытке раскрыть тайну: как и почему выросли золотые 70-футовые волосы Рапунцель. Выясняется, что новые, нерушимые светлые волосы Рапунцель уже не обладают своими первоначальными целебными способностями вечной молодости, долговечности или воскресения. Однако они обладают способностью работать в качестве защитного щита для своего владельца и окружающих. | Рапунцель и Кассандра ищут алхимика в попытке раскрыть тайну: как и почему выросли золотые 70-футовые волосы Рапунцель. Выясняется, что новые, нерушимые светлые волосы Рапунцель уже не обладают своими первоначальными целебными способностями вечной молодости, долговечности или воскресения. Однако они обладают способностью работать в качестве защитного щита для своего владельца и окружающих. | Рапунцель и Кассандра ищут алхимика в попытке раскрыть тайну: как и почему выросли золотые 70-футовые волосы Рапунцель. Выясняется, что новые, нерушимые светлые волосы Рапунцель уже не обладают своими первоначальными целебными способностями вечной молодости, долговечности или воскресения. Однако они обладают способностью работать в качестве защитного щита для своего владельца и окружающих. | Рапунцель и Кассандра ищут алхимика в попытке раскрыть тайну: как и почему выросли золотые 70-футовые волосы Рапунцель. Выясняется, что новые, нерушимые светлые волосы Рапунцель уже не обладают своими первоначальными целебными способностями вечной молодости, долговечности или воскресения. Однако они обладают способностью работать в качестве защитного щита для своего владельца и окружающих. | Рапунцель и Кассандра ищут алхимика в попытке раскрыть тайну: как и почему выросли золотые 70-футовые волосы Рапунцель. Выясняется, что новые, нерушимые светлые волосы Рапунцель уже не обладают своими первоначальными целебными способностями вечной молодости, долговечности или воскресения. Однако они обладают способностью работать в качестве защитного щита для своего владельца и окружающих. |
| 2         | Недоброжелатель Рапунцель | Стивен Сандовал | Кэти Маттила | 31 марта 2017 | 1.05 | | |
| Описание: | Во время ежегодного фестиваля, Рапунцель освистал человек из толпы, когда она демонстрировала новую эмблему людям из Короны. Теперь принцесса хочет узнать почему. | Во время ежегодного фестиваля, Рапунцель освистал человек из толпы, когда она демонстрировала новую эмблему людям из Короны. Теперь принцесса хочет узнать почему. | Во время ежегодного фестиваля, Рапунцель освистал человек из толпы, когда она демонстрировала новую эмблему людям из Короны. Теперь принцесса хочет узнать почему. | Во время ежегодного фестиваля, Рапунцель освистал человек из толпы, когда она демонстрировала новую эмблему людям из Короны. Теперь принцесса хочет узнать почему. | Во время ежегодного фестиваля, Рапунцель освистал человек из толпы, когда она демонстрировала новую эмблему людям из Короны. Теперь принцесса хочет узнать почему. | Во время ежегодного фестиваля, Рапунцель освистал человек из толпы, когда она демонстрировала новую эмблему людям из Короны. Теперь принцесса хочет узнать почему. | Во время ежегодного фестиваля, Рапунцель освистал человек из толпы, когда она демонстрировала новую эмблему людям из Короны. Теперь принцесса хочет узнать почему. |
| 3         | Уважаемый профессор Фитцерберт | Джо О | | 7 апреля 2017 | 1.02 | | |
| Описание: | После успешной ловли преступника, Юджин тренируется, чтобы попасть в королевскую гвардию. К сожалению, капитан гвардии не разделяет его желания. Тем временем Рапунцель готовится к тому, чтобы её королевский портрет будет написан почитаемым итальянским художником Джованни. Юджин понимает, что Джованни является мошенником и ловит его. После этого капитан гвардейцев даёт Юджину свою работу: обучить охранников «думать, как вор», чтобы поймать его. | После успешной ловли преступника, Юджин тренируется, чтобы попасть в королевскую гвардию. К сожалению, капитан гвардии не разделяет его желания. Тем временем Рапунцель готовится к тому, чтобы её королевский портрет будет написан почитаемым итальянским художником Джованни. Юджин понимает, что Джованни является мошенником и ловит его. После этого капитан гвардейцев даёт Юджину свою работу: обучить охранников «думать, как вор», чтобы поймать его. | После успешной ловли преступника, Юджин тренируется, чтобы попасть в королевскую гвардию. К сожалению, капитан гвардии не разделяет его желания. Тем временем Рапунцель готовится к тому, чтобы её королевский портрет будет написан почитаемым итальянским художником Джованни. Юджин понимает, что Джованни является мошенником и ловит его. После этого капитан гвардейцев даёт Юджину свою работу: обучить охранников «думать, как вор», чтобы поймать его. | После успешной ловли преступника, Юджин тренируется, чтобы попасть в королевскую гвардию. К сожалению, капитан гвардии не разделяет его желания. Тем временем Рапунцель готовится к тому, чтобы её королевский портрет будет написан почитаемым итальянским художником Джованни. Юджин понимает, что Джованни является мошенником и ловит его. После этого капитан гвардейцев даёт Юджину свою работу: обучить охранников «думать, как вор», чтобы поймать его. | После успешной ловли преступника, Юджин тренируется, чтобы попасть в королевскую гвардию. К сожалению, капитан гвардии не разделяет его желания. Тем временем Рапунцель готовится к тому, чтобы её королевский портрет будет написан почитаемым итальянским художником Джованни. Юджин понимает, что Джованни является мошенником и ловит его. После этого капитан гвардейцев даёт Юджину свою работу: обучить охранников «думать, как вор», чтобы поймать его. | После успешной ловли преступника, Юджин тренируется, чтобы попасть в королевскую гвардию. К сожалению, капитан гвардии не разделяет его желания. Тем временем Рапунцель готовится к тому, чтобы её королевский портрет будет написан почитаемым итальянским художником Джованни. Юджин понимает, что Джованни является мошенником и ловит его. После этого капитан гвардейцев даёт Юджину свою работу: обучить охранников «думать, как вор», чтобы поймать его. | После успешной ловли преступника, Юджин тренируется, чтобы попасть в королевскую гвардию. К сожалению, капитан гвардии не разделяет его желания. Тем временем Рапунцель готовится к тому, чтобы её королевский портрет будет написан почитаемым итальянским художником Джованни. Юджин понимает, что Джованни является мошенником и ловит его. После этого капитан гвардейцев даёт Юджину свою работу: обучить охранников «думать, как вор», чтобы поймать его. |
| 4         | Битва Храбрецов | Том Колфилд | Рикки Роксбург | 14 апреля 2017 | 0.96 | | |
| Описание: | Кассандра тренируется, чтобы участвовать в Битве Храбрецов, но когда Рапунцель узнаёт о конкурсе, она тоже хочет поучаствовать. Кассандра путём обмана не позволила Рапунцель участвовать в соревнованиях, но Рапунцель позже узнаёт через Юджина, что каждый может зарегистрироваться. Они оба попадают в финальную битву, и Рапунцель выигрывает, но Рапунцель отдаёт свой трофей Кассандре. | Кассандра тренируется, чтобы участвовать в Битве Храбрецов, но когда Рапунцель узнаёт о конкурсе, она тоже хочет поучаствовать. Кассандра путём обмана не позволила Рапунцель участвовать в соревнованиях, но Рапунцель позже узнаёт через Юджина, что каждый может зарегистрироваться. Они оба попадают в финальную битву, и Рапунцель выигрывает, но Рапунцель отдаёт свой трофей Кассандре. | Кассандра тренируется, чтобы участвовать в Битве Храбрецов, но когда Рапунцель узнаёт о конкурсе, она тоже хочет поучаствовать. Кассандра путём обмана не позволила Рапунцель участвовать в соревнованиях, но Рапунцель позже узнаёт через Юджина, что каждый может зарегистрироваться. Они оба попадают в финальную битву, и Рапунцель выигрывает, но Рапунцель отдаёт свой трофей Кассандре. | Кассандра тренируется, чтобы участвовать в Битве Храбрецов, но когда Рапунцель узнаёт о конкурсе, она тоже хочет поучаствовать. Кассандра путём обмана не позволила Рапунцель участвовать в соревнованиях, но Рапунцель позже узнаёт через Юджина, что каждый может зарегистрироваться. Они оба попадают в финальную битву, и Рапунцель выигрывает, но Рапунцель отдаёт свой трофей Кассандре. | Кассандра тренируется, чтобы участвовать в Битве Храбрецов, но когда Рапунцель узнаёт о конкурсе, она тоже хочет поучаствовать. Кассандра путём обмана не позволила Рапунцель участвовать в соревнованиях, но Рапунцель позже узнаёт через Юджина, что каждый может зарегистрироваться. Они оба попадают в финальную битву, и Рапунцель выигрывает, но Рапунцель отдаёт свой трофей Кассандре. | Кассандра тренируется, чтобы участвовать в Битве Храбрецов, но когда Рапунцель узнаёт о конкурсе, она тоже хочет поучаствовать. Кассандра путём обмана не позволила Рапунцель участвовать в соревнованиях, но Рапунцель позже узнаёт через Юджина, что каждый может зарегистрироваться. Они оба попадают в финальную битву, и Рапунцель выигрывает, но Рапунцель отдаёт свой трофей Кассандре. | Кассандра тренируется, чтобы участвовать в Битве Храбрецов, но когда Рапунцель узнаёт о конкурсе, она тоже хочет поучаствовать. Кассандра путём обмана не позволила Рапунцель участвовать в соревнованиях, но Рапунцель позже узнаёт через Юджина, что каждый может зарегистрироваться. Они оба попадают в финальную битву, и Рапунцель выигрывает, но Рапунцель отдаёт свой трофей Кассандре. |
| 5         | Кассандра и Юджин | Джо О | Кэти Маттила | 21 апреля 2017 | 0.97 | | |
| Описание: | Кассандра и Юджин много спорили. Чтобы они поладили друг с другом Рапунцель обманывает их, чтобы заманить в темницу и запирает там, чтобы они могли урегулировать свои разногласия. Но план Рапунцель рушится, когда братья Стаббингтон планируют воспользоваться возможностью сбежать, взяв в заложники Юджина и Кассандру. | Кассандра и Юджин много спорили. Чтобы они поладили друг с другом Рапунцель обманывает их, чтобы заманить в темницу и запирает там, чтобы они могли урегулировать свои разногласия. Но план Рапунцель рушится, когда братья Стаббингтон планируют воспользоваться возможностью сбежать, взяв в заложники Юджина и Кассандру. | Кассандра и Юджин много спорили. Чтобы они поладили друг с другом Рапунцель обманывает их, чтобы заманить в темницу и запирает там, чтобы они могли урегулировать свои разногласия. Но план Рапунцель рушится, когда братья Стаббингтон планируют воспользоваться возможностью сбежать, взяв в заложники Юджина и Кассандру. | Кассандра и Юджин много спорили. Чтобы они поладили друг с другом Рапунцель обманывает их, чтобы заманить в темницу и запирает там, чтобы они могли урегулировать свои разногласия. Но план Рапунцель рушится, когда братья Стаббингтон планируют воспользоваться возможностью сбежать, взяв в заложники Юджина и Кассандру. | Кассандра и Юджин много спорили. Чтобы они поладили друг с другом Рапунцель обманывает их, чтобы заманить в темницу и запирает там, чтобы они могли урегулировать свои разногласия. Но план Рапунцель рушится, когда братья Стаббингтон планируют воспользоваться возможностью сбежать, взяв в заложники Юджина и Кассандру. | Кассандра и Юджин много спорили. Чтобы они поладили друг с другом Рапунцель обманывает их, чтобы заманить в темницу и запирает там, чтобы они могли урегулировать свои разногласия. Но план Рапунцель рушится, когда братья Стаббингтон планируют воспользоваться возможностью сбежать, взяв в заложники Юджина и Кассандру. | Кассандра и Юджин много спорили. Чтобы они поладили друг с другом Рапунцель обманывает их, чтобы заманить в темницу и запирает там, чтобы они могли урегулировать свои разногласия. Но план Рапунцель рушится, когда братья Стаббингтон планируют воспользоваться возможностью сбежать, взяв в заложники Юджина и Кассандру. |
| 6         | Возвращение Стронгбоу | Том Колфилд | Дэйв Шифф | 28 апреля 2017 | 1.01 | | |
| Описание: | Приезжает старый друг детства и соучастник в преступлениях Юджина ,Лэнс Стронгбоу, чтобы попросить его о помощи. Кассандра не доверяет ему и Юджин неохотно решает помочь своему партнёру. Найдя кольцо с гребнем Короны, Юджин замечательно вспоминает, что кольцо, которое он украл восемь лет назад, принадлежало королеве Ариане. Он разорвал все дружеские связи со своей тёщей. После этого он приносит у Рапунцель драгоценный цветок и извиняется перед ней за то, что солгал ей. Король Фредрик видит кольцо на пальце Арианы, на что она отвечает, что Юджин «нашёл его утром». | Приезжает старый друг детства и соучастник в преступлениях Юджина ,Лэнс Стронгбоу, чтобы попросить его о помощи. Кассандра не доверяет ему и Юджин неохотно решает помочь своему партнёру. Найдя кольцо с гребнем Короны, Юджин замечательно вспоминает, что кольцо, которое он украл восемь лет назад, принадлежало королеве Ариане. Он разорвал все дружеские связи со своей тёщей. После этого он приносит у Рапунцель драгоценный цветок и извиняется перед ней за то, что солгал ей. Король Фредрик видит кольцо на пальце Арианы, на что она отвечает, что Юджин «нашёл его утром». | Приезжает старый друг детства и соучастник в преступлениях Юджина ,Лэнс Стронгбоу, чтобы попросить его о помощи. Кассандра не доверяет ему и Юджин неохотно решает помочь своему партнёру. Найдя кольцо с гребнем Короны, Юджин замечательно вспоминает, что кольцо, которое он украл восемь лет назад, принадлежало королеве Ариане. Он разорвал все дружеские связи со своей тёщей. После этого он приносит у Рапунцель драгоценный цветок и извиняется перед ней за то, что солгал ей. Король Фредрик видит кольцо на пальце Арианы, на что она отвечает, что Юджин «нашёл его утром». | Приезжает старый друг детства и соучастник в преступлениях Юджина ,Лэнс Стронгбоу, чтобы попросить его о помощи. Кассандра не доверяет ему и Юджин неохотно решает помочь своему партнёру. Найдя кольцо с гребнем Короны, Юджин замечательно вспоминает, что кольцо, которое он украл восемь лет назад, принадлежало королеве Ариане. Он разорвал все дружеские связи со своей тёщей. После этого он приносит у Рапунцель драгоценный цветок и извиняется перед ней за то, что солгал ей. Король Фредрик видит кольцо на пальце Арианы, на что она отвечает, что Юджин «нашёл его утром». | Приезжает старый друг детства и соучастник в преступлениях Юджина ,Лэнс Стронгбоу, чтобы попросить его о помощи. Кассандра не доверяет ему и Юджин неохотно решает помочь своему партнёру. Найдя кольцо с гребнем Короны, Юджин замечательно вспоминает, что кольцо, которое он украл восемь лет назад, принадлежало королеве Ариане. Он разорвал все дружеские связи со своей тёщей. После этого он приносит у Рапунцель драгоценный цветок и извиняется перед ней за то, что солгал ей. Король Фредрик видит кольцо на пальце Арианы, на что она отвечает, что Юджин «нашёл его утром». | Приезжает старый друг детства и соучастник в преступлениях Юджина ,Лэнс Стронгбоу, чтобы попросить его о помощи. Кассандра не доверяет ему и Юджин неохотно решает помочь своему партнёру. Найдя кольцо с гребнем Короны, Юджин замечательно вспоминает, что кольцо, которое он украл восемь лет назад, принадлежало королеве Ариане. Он разорвал все дружеские связи со своей тёщей. После этого он приносит у Рапунцель драгоценный цветок и извиняется перед ней за то, что солгал ей. Король Фредрик видит кольцо на пальце Арианы, на что она отвечает, что Юджин «нашёл его утром». | Приезжает старый друг детства и соучастник в преступлениях Юджина ,Лэнс Стронгбоу, чтобы попросить его о помощи. Кассандра не доверяет ему и Юджин неохотно решает помочь своему партнёру. Найдя кольцо с гребнем Короны, Юджин замечательно вспоминает, что кольцо, которое он украл восемь лет назад, принадлежало королеве Ариане. Он разорвал все дружеские связи со своей тёщей. После этого он приносит у Рапунцель драгоценный цветок и извиняется перед ней за то, что солгал ей. Король Фредрик видит кольцо на пальце Арианы, на что она отвечает, что Юджин «нашёл его утром». |
| 7         | В стиле Флина | Стивен Сандовал | Хан-Йи Линг | 23 июля 2017 | 0.94 | | |
| Описание: | Когда Корона была разыграна соседним королевством, король Фредрик отправляется, чтобы ответить тем же в сопровождении Юджина. Они подкрадываются к замку короля Тревора, но Юджин не знал, что Фредрик собирался украсть домашнее животное Тревора, из-за чего их схватили и заперли в темнице. В тюрьме Фредерик говорит Юджину, что он спас его дочь, поэтому он уважает его больше всех. Они сбегают и разыгрывают короля Тревора, заставляя его попасть в одну из его собственных ловушек, и отпустили его питомца в море. Тем временем Рапунцель пытается овладеть искусством шалости, что для неё является новой концепцией. | Когда Корона была разыграна соседним королевством, король Фредрик отправляется, чтобы ответить тем же в сопровождении Юджина. Они подкрадываются к замку короля Тревора, но Юджин не знал, что Фредрик собирался украсть домашнее животное Тревора, из-за чего их схватили и заперли в темнице. В тюрьме Фредерик говорит Юджину, что он спас его дочь, поэтому он уважает его больше всех. Они сбегают и разыгрывают короля Тревора, заставляя его попасть в одну из его собственных ловушек, и отпустили его питомца в море. Тем временем Рапунцель пытается овладеть искусством шалости, что для неё является новой концепцией. | Когда Корона была разыграна соседним королевством, король Фредрик отправляется, чтобы ответить тем же в сопровождении Юджина. Они подкрадываются к замку короля Тревора, но Юджин не знал, что Фредрик собирался украсть домашнее животное Тревора, из-за чего их схватили и заперли в темнице. В тюрьме Фредерик говорит Юджину, что он спас его дочь, поэтому он уважает его больше всех. Они сбегают и разыгрывают короля Тревора, заставляя его попасть в одну из его собственных ловушек, и отпустили его питомца в море. Тем временем Рапунцель пытается овладеть искусством шалости, что для неё является новой концепцией. | Когда Корона была разыграна соседним королевством, король Фредрик отправляется, чтобы ответить тем же в сопровождении Юджина. Они подкрадываются к замку короля Тревора, но Юджин не знал, что Фредрик собирался украсть домашнее животное Тревора, из-за чего их схватили и заперли в темнице. В тюрьме Фредерик говорит Юджину, что он спас его дочь, поэтому он уважает его больше всех. Они сбегают и разыгрывают короля Тревора, заставляя его попасть в одну из его собственных ловушек, и отпустили его питомца в море. Тем временем Рапунцель пытается овладеть искусством шалости, что для неё является новой концепцией. | Когда Корона была разыграна соседним королевством, король Фредрик отправляется, чтобы ответить тем же в сопровождении Юджина. Они подкрадываются к замку короля Тревора, но Юджин не знал, что Фредрик собирался украсть домашнее животное Тревора, из-за чего их схватили и заперли в темнице. В тюрьме Фредерик говорит Юджину, что он спас его дочь, поэтому он уважает его больше всех. Они сбегают и разыгрывают короля Тревора, заставляя его попасть в одну из его собственных ловушек, и отпустили его питомца в море. Тем временем Рапунцель пытается овладеть искусством шалости, что для неё является новой концепцией. | Когда Корона была разыграна соседним королевством, король Фредрик отправляется, чтобы ответить тем же в сопровождении Юджина. Они подкрадываются к замку короля Тревора, но Юджин не знал, что Фредрик собирался украсть домашнее животное Тревора, из-за чего их схватили и заперли в темнице. В тюрьме Фредерик говорит Юджину, что он спас его дочь, поэтому он уважает его больше всех. Они сбегают и разыгрывают короля Тревора, заставляя его попасть в одну из его собственных ловушек, и отпустили его питомца в море. Тем временем Рапунцель пытается овладеть искусством шалости, что для неё является новой концепцией. | Когда Корона была разыграна соседним королевством, король Фредрик отправляется, чтобы ответить тем же в сопровождении Юджина. Они подкрадываются к замку короля Тревора, но Юджин не знал, что Фредрик собирался украсть домашнее животное Тревора, из-за чего их схватили и заперли в темнице. В тюрьме Фредерик говорит Юджину, что он спас его дочь, поэтому он уважает его больше всех. Они сбегают и разыгрывают короля Тревора, заставляя его попасть в одну из его собственных ловушек, и отпустили его питомца в море. Тем временем Рапунцель пытается овладеть искусством шалости, что для неё является новой концепцией. |
| 8         | Научная Выставка | Джо О | Рикки Роксбург | 30 июля 2017 | 0.99 | | |
| Описание: | В Короне проходит научная выставка и у Кассандры есть шанс побыть на страже, но сначала она должна закончить свои обязанности. Вэриан заключает сделку с Кассандрой, что он поможет закончить свои дела, если она согласится помочь ему в его демонстрации. | В Короне проходит научная выставка и у Кассандры есть шанс побыть на страже, но сначала она должна закончить свои обязанности. Вэриан заключает сделку с Кассандрой, что он поможет закончить свои дела, если она согласится помочь ему в его демонстрации. | В Короне проходит научная выставка и у Кассандры есть шанс побыть на страже, но сначала она должна закончить свои обязанности. Вэриан заключает сделку с Кассандрой, что он поможет закончить свои дела, если она согласится помочь ему в его демонстрации. | В Короне проходит научная выставка и у Кассандры есть шанс побыть на страже, но сначала она должна закончить свои обязанности. Вэриан заключает сделку с Кассандрой, что он поможет закончить свои дела, если она согласится помочь ему в его демонстрации. | В Короне проходит научная выставка и у Кассандры есть шанс побыть на страже, но сначала она должна закончить свои обязанности. Вэриан заключает сделку с Кассандрой, что он поможет закончить свои дела, если она согласится помочь ему в его демонстрации. | В Короне проходит научная выставка и у Кассандры есть шанс побыть на страже, но сначала она должна закончить свои обязанности. Вэриан заключает сделку с Кассандрой, что он поможет закончить свои дела, если она согласится помочь ему в его демонстрации. | В Короне проходит научная выставка и у Кассандры есть шанс побыть на страже, но сначала она должна закончить свои обязанности. Вэриан заключает сделку с Кассандрой, что он поможет закончить свои дела, если она согласится помочь ему в его демонстрации. |
| 9         | Под Контролем Рапунцель | Том Колфилд | Келли Хэннон | 6 августа 2017 | 0.87 | | |
| Описание: | Во время праздника Корона демонстрирует книгу, полную подписей любовников в честь старого правителя, влюбляющегося в лидера соперничающего королевства. Рапунцель узнаёт, что Кассандра нашла себе парня. Кассандра не хочет, чтобы Рапунцель в это вмешивалась. | Во время праздника Корона демонстрирует книгу, полную подписей любовников в честь старого правителя, влюбляющегося в лидера соперничающего королевства. Рапунцель узнаёт, что Кассандра нашла себе парня. Кассандра не хочет, чтобы Рапунцель в это вмешивалась. | Во время праздника Корона демонстрирует книгу, полную подписей любовников в честь старого правителя, влюбляющегося в лидера соперничающего королевства. Рапунцель узнаёт, что Кассандра нашла себе парня. Кассандра не хочет, чтобы Рапунцель в это вмешивалась. | Во время праздника Корона демонстрирует книгу, полную подписей любовников в честь старого правителя, влюбляющегося в лидера соперничающего королевства. Рапунцель узнаёт, что Кассандра нашла себе парня. Кассандра не хочет, чтобы Рапунцель в это вмешивалась. | Во время праздника Корона демонстрирует книгу, полную подписей любовников в честь старого правителя, влюбляющегося в лидера соперничающего королевства. Рапунцель узнаёт, что Кассандра нашла себе парня. Кассандра не хочет, чтобы Рапунцель в это вмешивалась. | Во время праздника Корона демонстрирует книгу, полную подписей любовников в честь старого правителя, влюбляющегося в лидера соперничающего королевства. Рапунцель узнаёт, что Кассандра нашла себе парня. Кассандра не хочет, чтобы Рапунцель в это вмешивалась. | Во время праздника Корона демонстрирует книгу, полную подписей любовников в честь старого правителя, влюбляющегося в лидера соперничающего королевства. Рапунцель узнаёт, что Кассандра нашла себе парня. Кассандра не хочет, чтобы Рапунцель в это вмешивалась. |
| 10        | Одна разозлённая принцесса | Стивен Сандовал | Джейз Ричи | 13 августа 2017 | 1.13 | | |
| Описание: | Аттила наконец открывает свою пекарню, но люди вообще не хотят останавливаться из-за страшного шлема Аттилы. На следующий день, Происходит преступление, в котором обвиняют Аттилу и арестовывают. Его собираются изгнать из королевства, но Рапунцель решает расследовать преступление, чтобы доказать невиновность Аттилы. | Аттила наконец открывает свою пекарню, но люди вообще не хотят останавливаться из-за страшного шлема Аттилы. На следующий день, Происходит преступление, в котором обвиняют Аттилу и арестовывают. Его собираются изгнать из королевства, но Рапунцель решает расследовать преступление, чтобы доказать невиновность Аттилы. | Аттила наконец открывает свою пекарню, но люди вообще не хотят останавливаться из-за страшного шлема Аттилы. На следующий день, Происходит преступление, в котором обвиняют Аттилу и арестовывают. Его собираются изгнать из королевства, но Рапунцель решает расследовать преступление, чтобы доказать невиновность Аттилы. | Аттила наконец открывает свою пекарню, но люди вообще не хотят останавливаться из-за страшного шлема Аттилы. На следующий день, Происходит преступление, в котором обвиняют Аттилу и арестовывают. Его собираются изгнать из королевства, но Рапунцель решает расследовать преступление, чтобы доказать невиновность Аттилы. | Аттила наконец открывает свою пекарню, но люди вообще не хотят останавливаться из-за страшного шлема Аттилы. На следующий день, Происходит преступление, в котором обвиняют Аттилу и арестовывают. Его собираются изгнать из королевства, но Рапунцель решает расследовать преступление, чтобы доказать невиновность Аттилы. | Аттила наконец открывает свою пекарню, но люди вообще не хотят останавливаться из-за страшного шлема Аттилы. На следующий день, Происходит преступление, в котором обвиняют Аттилу и арестовывают. Его собираются изгнать из королевства, но Рапунцель решает расследовать преступление, чтобы доказать невиновность Аттилы. | Аттила наконец открывает свою пекарню, но люди вообще не хотят останавливаться из-за страшного шлема Аттилы. На следующий день, Происходит преступление, в котором обвиняют Аттилу и арестовывают. Его собираются изгнать из королевства, но Рапунцель решает расследовать преступление, чтобы доказать невиновность Аттилы. |
| 11        | История Паскаля | Том Колфилд | Рикки Роксбург | 20 августа 2017 | 0.93 | | |
| Описание: | Паскаль хочет провести время с Рапунцель, как они раньше проводили в башне, но её обязанности принцессы и новые друзья продолжают отталкивать его. Будучи настолько отвергнутым, он убегает от неё и возвращается в башню. Старый хищник кобра надеется отомстить маленькой ящерице за потерянный зуб. Рапунцель понимает, что Паскаль пропал без вести по её вине и отменяет каждую запланированную королевскую деятельность, чтобы найти его. | Паскаль хочет провести время с Рапунцель, как они раньше проводили в башне, но её обязанности принцессы и новые друзья продолжают отталкивать его. Будучи настолько отвергнутым, он убегает от неё и возвращается в башню. Старый хищник кобра надеется отомстить маленькой ящерице за потерянный зуб. Рапунцель понимает, что Паскаль пропал без вести по её вине и отменяет каждую запланированную королевскую деятельность, чтобы найти его. | Паскаль хочет провести время с Рапунцель, как они раньше проводили в башне, но её обязанности принцессы и новые друзья продолжают отталкивать его. Будучи настолько отвергнутым, он убегает от неё и возвращается в башню. Старый хищник кобра надеется отомстить маленькой ящерице за потерянный зуб. Рапунцель понимает, что Паскаль пропал без вести по её вине и отменяет каждую запланированную королевскую деятельность, чтобы найти его. | Паскаль хочет провести время с Рапунцель, как они раньше проводили в башне, но её обязанности принцессы и новые друзья продолжают отталкивать его. Будучи настолько отвергнутым, он убегает от неё и возвращается в башню. Старый хищник кобра надеется отомстить маленькой ящерице за потерянный зуб. Рапунцель понимает, что Паскаль пропал без вести по её вине и отменяет каждую запланированную королевскую деятельность, чтобы найти его. | Паскаль хочет провести время с Рапунцель, как они раньше проводили в башне, но её обязанности принцессы и новые друзья продолжают отталкивать его. Будучи настолько отвергнутым, он убегает от неё и возвращается в башню. Старый хищник кобра надеется отомстить маленькой ящерице за потерянный зуб. Рапунцель понимает, что Паскаль пропал без вести по её вине и отменяет каждую запланированную королевскую деятельность, чтобы найти его. | Паскаль хочет провести время с Рапунцель, как они раньше проводили в башне, но её обязанности принцессы и новые друзья продолжают отталкивать его. Будучи настолько отвергнутым, он убегает от неё и возвращается в башню. Старый хищник кобра надеется отомстить маленькой ящерице за потерянный зуб. Рапунцель понимает, что Паскаль пропал без вести по её вине и отменяет каждую запланированную королевскую деятельность, чтобы найти его. | Паскаль хочет провести время с Рапунцель, как они раньше проводили в башне, но её обязанности принцессы и новые друзья продолжают отталкивать его. Будучи настолько отвергнутым, он убегает от неё и возвращается в башню. Старый хищник кобра надеется отомстить маленькой ящерице за потерянный зуб. Рапунцель понимает, что Паскаль пропал без вести по её вине и отменяет каждую запланированную королевскую деятельность, чтобы найти его. |
| 12        | Старшие Братья королевства Корона | Джо О | Хан-Йи Линг | 1 октября 2017 | 1.06 | | |
| Описание: | Юджину и Лэнсу приказано остановить разгул преступления, распространяющийся через Корону. Юджин находит образец и способен установить ловушку для вора. Оказывается, на самом деле это две молодые девочки, совершившие преступления. Чувствуя симпатии к сироткам, Юджин и Лэнс проводят время с ними обоими, пытаясь убедить их изменить свои пути от воровства. Выяснилось, что девочки пытаются убежать от людей Барона. | Юджину и Лэнсу приказано остановить разгул преступления, распространяющийся через Корону. Юджин находит образец и способен установить ловушку для вора. Оказывается, на самом деле это две молодые девочки, совершившие преступления. Чувствуя симпатии к сироткам, Юджин и Лэнс проводят время с ними обоими, пытаясь убедить их изменить свои пути от воровства. Выяснилось, что девочки пытаются убежать от людей Барона. | Юджину и Лэнсу приказано остановить разгул преступления, распространяющийся через Корону. Юджин находит образец и способен установить ловушку для вора. Оказывается, на самом деле это две молодые девочки, совершившие преступления. Чувствуя симпатии к сироткам, Юджин и Лэнс проводят время с ними обоими, пытаясь убедить их изменить свои пути от воровства. Выяснилось, что девочки пытаются убежать от людей Барона. | Юджину и Лэнсу приказано остановить разгул преступления, распространяющийся через Корону. Юджин находит образец и способен установить ловушку для вора. Оказывается, на самом деле это две молодые девочки, совершившие преступления. Чувствуя симпатии к сироткам, Юджин и Лэнс проводят время с ними обоими, пытаясь убедить их изменить свои пути от воровства. Выяснилось, что девочки пытаются убежать от людей Барона. | Юджину и Лэнсу приказано остановить разгул преступления, распространяющийся через Корону. Юджин находит образец и способен установить ловушку для вора. Оказывается, на самом деле это две молодые девочки, совершившие преступления. Чувствуя симпатии к сироткам, Юджин и Лэнс проводят время с ними обоими, пытаясь убедить их изменить свои пути от воровства. Выяснилось, что девочки пытаются убежать от людей Барона. | Юджину и Лэнсу приказано остановить разгул преступления, распространяющийся через Корону. Юджин находит образец и способен установить ловушку для вора. Оказывается, на самом деле это две молодые девочки, совершившие преступления. Чувствуя симпатии к сироткам, Юджин и Лэнс проводят время с ними обоими, пытаясь убедить их изменить свои пути от воровства. Выяснилось, что девочки пытаются убежать от людей Барона. | Юджину и Лэнсу приказано остановить разгул преступления, распространяющийся через Корону. Юджин находит образец и способен установить ловушку для вора. Оказывается, на самом деле это две молодые девочки, совершившие преступления. Чувствуя симпатии к сироткам, Юджин и Лэнс проводят время с ними обоими, пытаясь убедить их изменить свои пути от воровства. Выяснилось, что девочки пытаются убежать от людей Барона. |
| 13        | Гнев Беспощадной Руф | Том Колфилд | Келли Хэннон | 8 октября 2017 | 0.83 | | |
| Описание: | Пытаясь убежать от охраны, посланных к ней отцом, Рапунцель оказывается в таверне «Сладкий Утёнок» и встречает там призрака, который говорит, что не выпустит оттуда никого, пока не исполнится её желание… | Пытаясь убежать от охраны, посланных к ней отцом, Рапунцель оказывается в таверне «Сладкий Утёнок» и встречает там призрака, который говорит, что не выпустит оттуда никого, пока не исполнится её желание… | Пытаясь убежать от охраны, посланных к ней отцом, Рапунцель оказывается в таверне «Сладкий Утёнок» и встречает там призрака, который говорит, что не выпустит оттуда никого, пока не исполнится её желание… | Пытаясь убежать от охраны, посланных к ней отцом, Рапунцель оказывается в таверне «Сладкий Утёнок» и встречает там призрака, который говорит, что не выпустит оттуда никого, пока не исполнится её желание… | Пытаясь убежать от охраны, посланных к ней отцом, Рапунцель оказывается в таверне «Сладкий Утёнок» и встречает там призрака, который говорит, что не выпустит оттуда никого, пока не исполнится её желание… | Пытаясь убежать от охраны, посланных к ней отцом, Рапунцель оказывается в таверне «Сладкий Утёнок» и встречает там призрака, который говорит, что не выпустит оттуда никого, пока не исполнится её желание… | Пытаясь убежать от охраны, посланных к ней отцом, Рапунцель оказывается в таверне «Сладкий Утёнок» и встречает там призрака, который говорит, что не выпустит оттуда никого, пока не исполнится её желание… |
| 14        | Враг Максимуса | Джо О | Дэйв Шифф | 15 октября 2017 | 0.85 | | |
| Описание: | Новый конь, Аксель, появляется в Короне и быстро показывает, как он ловит преступника. Все полюбили нового коня. Однако только Макс видит истинную коварную природу поведения Акселя. Аксель даже присоединяется к королевской гвардии и бьёт все предыдущие рекорды Макса. | Новый конь, Аксель, появляется в Короне и быстро показывает, как он ловит преступника. Все полюбили нового коня. Однако только Макс видит истинную коварную природу поведения Акселя. Аксель даже присоединяется к королевской гвардии и бьёт все предыдущие рекорды Макса. | Новый конь, Аксель, появляется в Короне и быстро показывает, как он ловит преступника. Все полюбили нового коня. Однако только Макс видит истинную коварную природу поведения Акселя. Аксель даже присоединяется к королевской гвардии и бьёт все предыдущие рекорды Макса. | Новый конь, Аксель, появляется в Короне и быстро показывает, как он ловит преступника. Все полюбили нового коня. Однако только Макс видит истинную коварную природу поведения Акселя. Аксель даже присоединяется к королевской гвардии и бьёт все предыдущие рекорды Макса. | Новый конь, Аксель, появляется в Короне и быстро показывает, как он ловит преступника. Все полюбили нового коня. Однако только Макс видит истинную коварную природу поведения Акселя. Аксель даже присоединяется к королевской гвардии и бьёт все предыдущие рекорды Макса. | Новый конь, Аксель, появляется в Короне и быстро показывает, как он ловит преступника. Все полюбили нового коня. Однако только Макс видит истинную коварную природу поведения Акселя. Аксель даже присоединяется к королевской гвардии и бьёт все предыдущие рекорды Макса. | Новый конь, Аксель, появляется в Короне и быстро показывает, как он ловит преступника. Все полюбили нового коня. Однако только Макс видит истинную коварную природу поведения Акселя. Аксель даже присоединяется к королевской гвардии и бьёт все предыдущие рекорды Макса. |
| 15        | Принцип Виллоу | Стивен Сандовал | Кэти Маттила | 22 октября 2017 | 0.94 | | |
| Описание: | Наступил день рождения Арианны, и она получает неожиданного гостя: её отчуждённую сестру, Виллоу. Виллоу и Рапунцель быстро связываются, разделяя много одинаковых черт характера, и Арианна чувствует себя немного забытой. Виллоу дарует сестре домашнее животное с досадной погремушкой. | Наступил день рождения Арианны, и она получает неожиданного гостя: её отчуждённую сестру, Виллоу. Виллоу и Рапунцель быстро связываются, разделяя много одинаковых черт характера, и Арианна чувствует себя немного забытой. Виллоу дарует сестре домашнее животное с досадной погремушкой. | Наступил день рождения Арианны, и она получает неожиданного гостя: её отчуждённую сестру, Виллоу. Виллоу и Рапунцель быстро связываются, разделяя много одинаковых черт характера, и Арианна чувствует себя немного забытой. Виллоу дарует сестре домашнее животное с досадной погремушкой. | Наступил день рождения Арианны, и она получает неожиданного гостя: её отчуждённую сестру, Виллоу. Виллоу и Рапунцель быстро связываются, разделяя много одинаковых черт характера, и Арианна чувствует себя немного забытой. Виллоу дарует сестре домашнее животное с досадной погремушкой. | Наступил день рождения Арианны, и она получает неожиданного гостя: её отчуждённую сестру, Виллоу. Виллоу и Рапунцель быстро связываются, разделяя много одинаковых черт характера, и Арианна чувствует себя немного забытой. Виллоу дарует сестре домашнее животное с досадной погремушкой. | Наступил день рождения Арианны, и она получает неожиданного гостя: её отчуждённую сестру, Виллоу. Виллоу и Рапунцель быстро связываются, разделяя много одинаковых черт характера, и Арианна чувствует себя немного забытой. Виллоу дарует сестре домашнее животное с досадной погремушкой. | Наступил день рождения Арианны, и она получает неожиданного гостя: её отчуждённую сестру, Виллоу. Виллоу и Рапунцель быстро связываются, разделяя много одинаковых черт характера, и Арианна чувствует себя немного забытой. Виллоу дарует сестре домашнее животное с досадной погремушкой. |
| 16        | Королева на день | Джо О | Джейз Ричи | 19 ноября 2017 | 1.22 | | |
| Описание: | Чёрные камни продолжают распространяться по землям Короны и начинают приближаться к замку, в результате чего Вариан и его отец, Квирин идут, советоваться с королём Фредериком. Но Квирин ничего не говорит о камнях, поэтому Вэриан рассказывает правду Рапунцель, которая обещает ему помочь с этой проблемой. На следующий день Рапунцель берёт на себя королевство, в то время как её родители уходят на юбилей. К сожалению, каждое королевское решение, которое она принимает, чтобы помочь людям Короны, не справляется. Между тем, Вэриан начинает испытывать мистические камни, но его отец говорит ему держаться от них подальше и отказывается ему что-то объяснять. Внезапно на Корону было наслано проклятие вечной зимы. | Чёрные камни продолжают распространяться по землям Короны и начинают приближаться к замку, в результате чего Вариан и его отец, Квирин идут, советоваться с королём Фредериком. Но Квирин ничего не говорит о камнях, поэтому Вэриан рассказывает правду Рапунцель, которая обещает ему помочь с этой проблемой. На следующий день Рапунцель берёт на себя королевство, в то время как её родители уходят на юбилей. К сожалению, каждое королевское решение, которое она принимает, чтобы помочь людям Короны, не справляется. Между тем, Вэриан начинает испытывать мистические камни, но его отец говорит ему держаться от них подальше и отказывается ему что-то объяснять. Внезапно на Корону было наслано проклятие вечной зимы. | Чёрные камни продолжают распространяться по землям Короны и начинают приближаться к замку, в результате чего Вариан и его отец, Квирин идут, советоваться с королём Фредериком. Но Квирин ничего не говорит о камнях, поэтому Вэриан рассказывает правду Рапунцель, которая обещает ему помочь с этой проблемой. На следующий день Рапунцель берёт на себя королевство, в то время как её родители уходят на юбилей. К сожалению, каждое королевское решение, которое она принимает, чтобы помочь людям Короны, не справляется. Между тем, Вэриан начинает испытывать мистические камни, но его отец говорит ему держаться от них подальше и отказывается ему что-то объяснять. Внезапно на Корону было наслано проклятие вечной зимы. | Чёрные камни продолжают распространяться по землям Короны и начинают приближаться к замку, в результате чего Вариан и его отец, Квирин идут, советоваться с королём Фредериком. Но Квирин ничего не говорит о камнях, поэтому Вэриан рассказывает правду Рапунцель, которая обещает ему помочь с этой проблемой. На следующий день Рапунцель берёт на себя королевство, в то время как её родители уходят на юбилей. К сожалению, каждое королевское решение, которое она принимает, чтобы помочь людям Короны, не справляется. Между тем, Вэриан начинает испытывать мистические камни, но его отец говорит ему держаться от них подальше и отказывается ему что-то объяснять. Внезапно на Корону было наслано проклятие вечной зимы. | Чёрные камни продолжают распространяться по землям Короны и начинают приближаться к замку, в результате чего Вариан и его отец, Квирин идут, советоваться с королём Фредериком. Но Квирин ничего не говорит о камнях, поэтому Вэриан рассказывает правду Рапунцель, которая обещает ему помочь с этой проблемой. На следующий день Рапунцель берёт на себя королевство, в то время как её родители уходят на юбилей. К сожалению, каждое королевское решение, которое она принимает, чтобы помочь людям Короны, не справляется. Между тем, Вэриан начинает испытывать мистические камни, но его отец говорит ему держаться от них подальше и отказывается ему что-то объяснять. Внезапно на Корону было наслано проклятие вечной зимы. | Чёрные камни продолжают распространяться по землям Короны и начинают приближаться к замку, в результате чего Вариан и его отец, Квирин идут, советоваться с королём Фредериком. Но Квирин ничего не говорит о камнях, поэтому Вэриан рассказывает правду Рапунцель, которая обещает ему помочь с этой проблемой. На следующий день Рапунцель берёт на себя королевство, в то время как её родители уходят на юбилей. К сожалению, каждое королевское решение, которое она принимает, чтобы помочь людям Короны, не справляется. Между тем, Вэриан начинает испытывать мистические камни, но его отец говорит ему держаться от них подальше и отказывается ему что-то объяснять. Внезапно на Корону было наслано проклятие вечной зимы. | Чёрные камни продолжают распространяться по землям Короны и начинают приближаться к замку, в результате чего Вариан и его отец, Квирин идут, советоваться с королём Фредериком. Но Квирин ничего не говорит о камнях, поэтому Вэриан рассказывает правду Рапунцель, которая обещает ему помочь с этой проблемой. На следующий день Рапунцель берёт на себя королевство, в то время как её родители уходят на юбилей. К сожалению, каждое королевское решение, которое она принимает, чтобы помочь людям Короны, не справляется. Между тем, Вэриан начинает испытывать мистические камни, но его отец говорит ему держаться от них подальше и отказывается ему что-то объяснять. Внезапно на Корону было наслано проклятие вечной зимы. |
| 17        | Творческий Кризис | Стивен Сандовал | Дэйв Шифф | 25 ноября 2017 | 0.99 | | |
| Описание: | Чувствуя себя травмированной после событий шторма, Рапунцель чувствует себя немного не в себе, даже имея проблемы с живописью. Она вступает в кружок живописи с таинственным новым инструктором. Остальные члены класса исчезают один за другим в таинственном месте у моря, видимо, рисуя старое, иссохшее дерево. Преподаватель оказывается на самом деле старая ведьма, обслуживающая Зан-Тири (монстра, который и наслал зиму и метель). | Чувствуя себя травмированной после событий шторма, Рапунцель чувствует себя немного не в себе, даже имея проблемы с живописью. Она вступает в кружок живописи с таинственным новым инструктором. Остальные члены класса исчезают один за другим в таинственном месте у моря, видимо, рисуя старое, иссохшее дерево. Преподаватель оказывается на самом деле старая ведьма, обслуживающая Зан-Тири (монстра, который и наслал зиму и метель). | Чувствуя себя травмированной после событий шторма, Рапунцель чувствует себя немного не в себе, даже имея проблемы с живописью. Она вступает в кружок живописи с таинственным новым инструктором. Остальные члены класса исчезают один за другим в таинственном месте у моря, видимо, рисуя старое, иссохшее дерево. Преподаватель оказывается на самом деле старая ведьма, обслуживающая Зан-Тири (монстра, который и наслал зиму и метель). | Чувствуя себя травмированной после событий шторма, Рапунцель чувствует себя немного не в себе, даже имея проблемы с живописью. Она вступает в кружок живописи с таинственным новым инструктором. Остальные члены класса исчезают один за другим в таинственном месте у моря, видимо, рисуя старое, иссохшее дерево. Преподаватель оказывается на самом деле старая ведьма, обслуживающая Зан-Тири (монстра, который и наслал зиму и метель). | Чувствуя себя травмированной после событий шторма, Рапунцель чувствует себя немного не в себе, даже имея проблемы с живописью. Она вступает в кружок живописи с таинственным новым инструктором. Остальные члены класса исчезают один за другим в таинственном месте у моря, видимо, рисуя старое, иссохшее дерево. Преподаватель оказывается на самом деле старая ведьма, обслуживающая Зан-Тири (монстра, который и наслал зиму и метель). | Чувствуя себя травмированной после событий шторма, Рапунцель чувствует себя немного не в себе, даже имея проблемы с живописью. Она вступает в кружок живописи с таинственным новым инструктором. Остальные члены класса исчезают один за другим в таинственном месте у моря, видимо, рисуя старое, иссохшее дерево. Преподаватель оказывается на самом деле старая ведьма, обслуживающая Зан-Тири (монстра, который и наслал зиму и метель). | Чувствуя себя травмированной после событий шторма, Рапунцель чувствует себя немного не в себе, даже имея проблемы с живописью. Она вступает в кружок живописи с таинственным новым инструктором. Остальные члены класса исчезают один за другим в таинственном месте у моря, видимо, рисуя старое, иссохшее дерево. Преподаватель оказывается на самом деле старая ведьма, обслуживающая Зан-Тири (монстра, который и наслал зиму и метель). |
| 18        | Не в настроении | Стивен Сандовал | Келли Хэннон | 2 декабря 2017 | 0.95 | | |
| Описание: | Благодаря вмешательству Макса и Паскаля Рапунцель, Юджин и Кассандра волшебным образом обменялись своими личностями в разгар важного королевского визита. Они обращаются к Ксавье за помощью в обратном направлении своих личностей. К сожалению, эликсир переключает характер каждого, делая беспорядок королевского визита. | Благодаря вмешательству Макса и Паскаля Рапунцель, Юджин и Кассандра волшебным образом обменялись своими личностями в разгар важного королевского визита. Они обращаются к Ксавье за помощью в обратном направлении своих личностей. К сожалению, эликсир переключает характер каждого, делая беспорядок королевского визита. | Благодаря вмешательству Макса и Паскаля Рапунцель, Юджин и Кассандра волшебным образом обменялись своими личностями в разгар важного королевского визита. Они обращаются к Ксавье за помощью в обратном направлении своих личностей. К сожалению, эликсир переключает характер каждого, делая беспорядок королевского визита. | Благодаря вмешательству Макса и Паскаля Рапунцель, Юджин и Кассандра волшебным образом обменялись своими личностями в разгар важного королевского визита. Они обращаются к Ксавье за помощью в обратном направлении своих личностей. К сожалению, эликсир переключает характер каждого, делая беспорядок королевского визита. | Благодаря вмешательству Макса и Паскаля Рапунцель, Юджин и Кассандра волшебным образом обменялись своими личностями в разгар важного королевского визита. Они обращаются к Ксавье за помощью в обратном направлении своих личностей. К сожалению, эликсир переключает характер каждого, делая беспорядок королевского визита. | Благодаря вмешательству Макса и Паскаля Рапунцель, Юджин и Кассандра волшебным образом обменялись своими личностями в разгар важного королевского визита. Они обращаются к Ксавье за помощью в обратном направлении своих личностей. К сожалению, эликсир переключает характер каждого, делая беспорядок королевского визита. | Благодаря вмешательству Макса и Паскаля Рапунцель, Юджин и Кассандра волшебным образом обменялись своими личностями в разгар важного королевского визита. Они обращаются к Ксавье за помощью в обратном направлении своих личностей. К сожалению, эликсир переключает характер каждого, делая беспорядок королевского визита. |
| 19        | Поиски Вэриана | Том Колфилд | Рикки Роксбург | 9 декабря 2017 | 1.06 | | |
| Описание: | Рапунцель, Юджин и Кассандра отправляются в Старую Корону в поисках Вэриана, который оставил важные подсказки для них, а также предупреждение, что таинственная группа рыцарей будет их преследовать. | Рапунцель, Юджин и Кассандра отправляются в Старую Корону в поисках Вэриана, который оставил важные подсказки для них, а также предупреждение, что таинственная группа рыцарей будет их преследовать. | Рапунцель, Юджин и Кассандра отправляются в Старую Корону в поисках Вэриана, который оставил важные подсказки для них, а также предупреждение, что таинственная группа рыцарей будет их преследовать. | Рапунцель, Юджин и Кассандра отправляются в Старую Корону в поисках Вэриана, который оставил важные подсказки для них, а также предупреждение, что таинственная группа рыцарей будет их преследовать. | Рапунцель, Юджин и Кассандра отправляются в Старую Корону в поисках Вэриана, который оставил важные подсказки для них, а также предупреждение, что таинственная группа рыцарей будет их преследовать. | Рапунцель, Юджин и Кассандра отправляются в Старую Корону в поисках Вэриана, который оставил важные подсказки для них, а также предупреждение, что таинственная группа рыцарей будет их преследовать. | Рапунцель, Юджин и Кассандра отправляются в Старую Корону в поисках Вэриана, который оставил важные подсказки для них, а также предупреждение, что таинственная группа рыцарей будет их преследовать. |
| 20        | Возвращение алхимика | Джо О | Дэйв Шифф | 16 декабря 2017 | 0.96 | | |
| Описание: | Вэриан приходит к Рапунцель за помощью в поисках остатков мистического солнечного цветка, который может остановить Чёрные камни. Работая вместе, они отправляются через старые туннели под Короной. Однако, когда они добираются до склада, выясняется что Вэриану плевать на Корону. Он предаёт Рапунцель и крадёт цветок, чтобы он мог использовать его для освобождения своего отца. | Вэриан приходит к Рапунцель за помощью в поисках остатков мистического солнечного цветка, который может остановить Чёрные камни. Работая вместе, они отправляются через старые туннели под Короной. Однако, когда они добираются до склада, выясняется что Вэриану плевать на Корону. Он предаёт Рапунцель и крадёт цветок, чтобы он мог использовать его для освобождения своего отца. | Вэриан приходит к Рапунцель за помощью в поисках остатков мистического солнечного цветка, который может остановить Чёрные камни. Работая вместе, они отправляются через старые туннели под Короной. Однако, когда они добираются до склада, выясняется что Вэриану плевать на Корону. Он предаёт Рапунцель и крадёт цветок, чтобы он мог использовать его для освобождения своего отца. | Вэриан приходит к Рапунцель за помощью в поисках остатков мистического солнечного цветка, который может остановить Чёрные камни. Работая вместе, они отправляются через старые туннели под Короной. Однако, когда они добираются до склада, выясняется что Вэриану плевать на Корону. Он предаёт Рапунцель и крадёт цветок, чтобы он мог использовать его для освобождения своего отца. | Вэриан приходит к Рапунцель за помощью в поисках остатков мистического солнечного цветка, который может остановить Чёрные камни. Работая вместе, они отправляются через старые туннели под Короной. Однако, когда они добираются до склада, выясняется что Вэриану плевать на Корону. Он предаёт Рапунцель и крадёт цветок, чтобы он мог использовать его для освобождения своего отца. | Вэриан приходит к Рапунцель за помощью в поисках остатков мистического солнечного цветка, который может остановить Чёрные камни. Работая вместе, они отправляются через старые туннели под Короной. Однако, когда они добираются до склада, выясняется что Вэриану плевать на Корону. Он предаёт Рапунцель и крадёт цветок, чтобы он мог использовать его для освобождения своего отца. | Вэриан приходит к Рапунцель за помощью в поисках остатков мистического солнечного цветка, который может остановить Чёрные камни. Работая вместе, они отправляются через старые туннели под Короной. Однако, когда они добираются до склада, выясняется что Вэриану плевать на Корону. Он предаёт Рапунцель и крадёт цветок, чтобы он мог использовать его для освобождения своего отца. |
| 21        | Секрет Солнечной Капли | Джо О | Дэйв Шифф | 13 января 2018 | 0.96 | | |
| Описание: | На день рождения Рапунцель по приказу короля была заперта в башне замка, но Рапунцель решила сбежать оттуда. Тем временем Вэриан понял, что волшебство солнечного цветка теперь в Рапунцель и решает её похитить, чтобы освободить отца и остановить чёрные камни. | На день рождения Рапунцель по приказу короля была заперта в башне замка, но Рапунцель решила сбежать оттуда. Тем временем Вэриан понял, что волшебство солнечного цветка теперь в Рапунцель и решает её похитить, чтобы освободить отца и остановить чёрные камни. | На день рождения Рапунцель по приказу короля была заперта в башне замка, но Рапунцель решила сбежать оттуда. Тем временем Вэриан понял, что волшебство солнечного цветка теперь в Рапунцель и решает её похитить, чтобы освободить отца и остановить чёрные камни. | На день рождения Рапунцель по приказу короля была заперта в башне замка, но Рапунцель решила сбежать оттуда. Тем временем Вэриан понял, что волшебство солнечного цветка теперь в Рапунцель и решает её похитить, чтобы освободить отца и остановить чёрные камни. | На день рождения Рапунцель по приказу короля была заперта в башне замка, но Рапунцель решила сбежать оттуда. Тем временем Вэриан понял, что волшебство солнечного цветка теперь в Рапунцель и решает её похитить, чтобы освободить отца и остановить чёрные камни. | На день рождения Рапунцель по приказу короля была заперта в башне замка, но Рапунцель решила сбежать оттуда. Тем временем Вэриан понял, что волшебство солнечного цветка теперь в Рапунцель и решает её похитить, чтобы освободить отца и остановить чёрные камни. | На день рождения Рапунцель по приказу короля была заперта в башне замка, но Рапунцель решила сбежать оттуда. Тем временем Вэриан понял, что волшебство солнечного цветка теперь в Рапунцель и решает её похитить, чтобы освободить отца и остановить чёрные камни. |

| №         | Название | Режиссёр | Сценарист | Показ в США | Зрители США (в миллионах) |
| 1         | За Стенами Короны | Джо О | Джейс Ричи | 24 июня 2018 | 0.67 |
| --------- | --- | --- | --- | --- | --- |
| Описание: | Наконец, оказавшись за стенами королевства, Рапунцель начинает своё длинное путешествие, двигаясь по следам чёрных камней. Они прибывают в город Вардэрос, которым правит Барон и его банда разбойников. Барон заставляет Юджина жениться на своей дочери Стальян в обмен на все прошлые долги.                                                                             | Наконец, оказавшись за стенами королевства, Рапунцель начинает своё длинное путешествие, двигаясь по следам чёрных камней. Они прибывают в город Вардэрос, которым правит Барон и его банда разбойников. Барон заставляет Юджина жениться на своей дочери Стальян в обмен на все прошлые долги.                                                                             | Наконец, оказавшись за стенами королевства, Рапунцель начинает своё длинное путешествие, двигаясь по следам чёрных камней. Они прибывают в город Вардэрос, которым правит Барон и его банда разбойников. Барон заставляет Юджина жениться на своей дочери Стальян в обмен на все прошлые долги.                                                                             | Наконец, оказавшись за стенами королевства, Рапунцель начинает своё длинное путешествие, двигаясь по следам чёрных камней. Они прибывают в город Вардэрос, которым правит Барон и его банда разбойников. Барон заставляет Юджина жениться на своей дочери Стальян в обмен на все прошлые долги.                                                                             | Наконец, оказавшись за стенами королевства, Рапунцель начинает своё длинное путешествие, двигаясь по следам чёрных камней. Они прибывают в город Вардэрос, которым правит Барон и его банда разбойников. Барон заставляет Юджина жениться на своей дочери Стальян в обмен на все прошлые долги.                                                                             |
| 2         | Возвращение Квэйда | Том Колфилд | Джереми Шипп | 1 июля 2018 | 0.61 |
| Описание: | Когда новый криминальный босс пытается прийти к власти в Вардэросе, Рапунцель пытается убедить старого шерифа отказаться от выхода на пенсию, чтобы помочь спасти ситуацию. | Когда новый криминальный босс пытается прийти к власти в Вардэросе, Рапунцель пытается убедить старого шерифа отказаться от выхода на пенсию, чтобы помочь спасти ситуацию. | Когда новый криминальный босс пытается прийти к власти в Вардэросе, Рапунцель пытается убедить старого шерифа отказаться от выхода на пенсию, чтобы помочь спасти ситуацию. | Когда новый криминальный босс пытается прийти к власти в Вардэросе, Рапунцель пытается убедить старого шерифа отказаться от выхода на пенсию, чтобы помочь спасти ситуацию. | Когда новый криминальный босс пытается прийти к власти в Вардэросе, Рапунцель пытается убедить старого шерифа отказаться от выхода на пенсию, чтобы помочь спасти ситуацию. |
| 3         | До Свидания и в Добрый Путь | Стивен Сандовал | Дэйв Шифф | 8 июля 2018 | 0.59 |
| Описание: | Рапунцель планирует провести фестиваль «Доброй Воли» в Вардэросе, но когда местные жители предпочитают идею Кассандры, Рапунцель начинает с ней конкурировать. | Рапунцель планирует провести фестиваль «Доброй Воли» в Вардэросе, но когда местные жители предпочитают идею Кассандры, Рапунцель начинает с ней конкурировать. | Рапунцель планирует провести фестиваль «Доброй Воли» в Вардэросе, но когда местные жители предпочитают идею Кассандры, Рапунцель начинает с ней конкурировать. | Рапунцель планирует провести фестиваль «Доброй Воли» в Вардэросе, но когда местные жители предпочитают идею Кассандры, Рапунцель начинает с ней конкурировать. | Рапунцель планирует провести фестиваль «Доброй Воли» в Вардэросе, но когда местные жители предпочитают идею Кассандры, Рапунцель начинает с ней конкурировать. |
| 4         | Лес Невозвращения | Джо О | Келли Хэннон | 15 июля 2018 | 0.53 |
| Описание: | Когда друзья теряются в таинственном "Лесу Невозвращения", они должны полагаться на таинственную Адиру и её помощь. | Когда друзья теряются в таинственном "Лесу Невозвращения", они должны полагаться на таинственную Адиру и её помощь. | Когда друзья теряются в таинственном "Лесу Невозвращения", они должны полагаться на таинственную Адиру и её помощь. | Когда друзья теряются в таинственном "Лесу Невозвращения", они должны полагаться на таинственную Адиру и её помощь. | Когда друзья теряются в таинственном "Лесу Невозвращения", они должны полагаться на таинственную Адиру и её помощь. |
| 5         | Вольная птица | Том Колфилд | Дэйв Шифф | 22 июля 2018 | 0.57 |
| Описание: | Приключенческий дух Рапунцель ведёт друзей в скрытую часть леса, где они все волшебным образом превращаются в птиц. | Приключенческий дух Рапунцель ведёт друзей в скрытую часть леса, где они все волшебным образом превращаются в птиц. | Приключенческий дух Рапунцель ведёт друзей в скрытую часть леса, где они все волшебным образом превращаются в птиц. | Приключенческий дух Рапунцель ведёт друзей в скрытую часть леса, где они все волшебным образом превращаются в птиц. | Приключенческий дух Рапунцель ведёт друзей в скрытую часть леса, где они все волшебным образом превращаются в птиц. |
| 6         | Провидец Вигор | Стивен Сандовал | Рикким Роксбург | 29 июля 2018 | 0.52 |
| Описание: | Когда Рапунцель и Юджин посещают обезьяну—медиума, его видения приводят их к новому приключению, где они будут искать семью своей старой знакомой — Злюки. | Когда Рапунцель и Юджин посещают обезьяну—медиума, его видения приводят их к новому приключению, где они будут искать семью своей старой знакомой — Злюки. | Когда Рапунцель и Юджин посещают обезьяну—медиума, его видения приводят их к новому приключению, где они будут искать семью своей старой знакомой — Злюки. | Когда Рапунцель и Юджин посещают обезьяну—медиума, его видения приводят их к новому приключению, где они будут искать семью своей старой знакомой — Злюки. | Когда Рапунцель и Юджин посещают обезьяну—медиума, его видения приводят их к новому приключению, где они будут искать семью своей старой знакомой — Злюки. |
| 7         | Хранитель Пика | Босук Кобурн | Джейс Ричи и Джереми Шипп | 5 августа 2018 | 0.64 |
| Описание: | Чтобы получить новый кусочек свитка, Рапунцель отправляется в древний музей на вершине невероятно высокого пика, и встретится с его невероятно надменным хранителем. | Чтобы получить новый кусочек свитка, Рапунцель отправляется в древний музей на вершине невероятно высокого пика, и встретится с его невероятно надменным хранителем. | Чтобы получить новый кусочек свитка, Рапунцель отправляется в древний музей на вершине невероятно высокого пика, и встретится с его невероятно надменным хранителем. | Чтобы получить новый кусочек свитка, Рапунцель отправляется в древний музей на вершине невероятно высокого пика, и встретится с его невероятно надменным хранителем. | Чтобы получить новый кусочек свитка, Рапунцель отправляется в древний музей на вершине невероятно высокого пика, и встретится с его невероятно надменным хранителем. |
| 8         | Король Паскаль | Том Колфилд | Келли Хэнон | 12 августа 2018 | 0.60 |
| Описание: | Маленькие островитяне, Лорбсы, ошибочно приняли Паскаля за своего мистического правителя, хамелеону это льстило, пока он не понял, что именно ему придётся защищать своих подданных от злобного монстра. | Маленькие островитяне, Лорбсы, ошибочно приняли Паскаля за своего мистического правителя, хамелеону это льстило, пока он не понял, что именно ему придётся защищать своих подданных от злобного монстра. | Маленькие островитяне, Лорбсы, ошибочно приняли Паскаля за своего мистического правителя, хамелеону это льстило, пока он не понял, что именно ему придётся защищать своих подданных от злобного монстра. | Маленькие островитяне, Лорбсы, ошибочно приняли Паскаля за своего мистического правителя, хамелеону это льстило, пока он не понял, что именно ему придётся защищать своих подданных от злобного монстра. | Маленькие островитяне, Лорбсы, ошибочно приняли Паскаля за своего мистического правителя, хамелеону это льстило, пока он не понял, что именно ему придётся защищать своих подданных от злобного монстра. |
| 9         | Кое-что про Ногокрюка | Стивен Сандовал | Джереми Шипп | 19 августа 2018 | 0.60 |
| Описание: | Ногокрюк влюбляется в русалку, у которой есть какие-то скрытые намерения. | Ногокрюк влюбляется в русалку, у которой есть какие-то скрытые намерения. | Ногокрюк влюбляется в русалку, у которой есть какие-то скрытые намерения. | Ногокрюк влюбляется в русалку, у которой есть какие-то скрытые намерения. | Ногокрюк влюбляется в русалку, у которой есть какие-то скрытые намерения. |
| 10        | Счастье это… | Джо О | Рикки Роксбург | 26 августа 2018 | 0.50 |
| Описание: | Тоскующая по дому Рапунцель обнаруживает таинственного идола способного приносить мгновенное счастье тому, кто его держит, но эта его способность грозит разлучить друзей. | Тоскующая по дому Рапунцель обнаруживает таинственного идола способного приносить мгновенное счастье тому, кто его держит, но эта его способность грозит разлучить друзей. | Тоскующая по дому Рапунцель обнаруживает таинственного идола способного приносить мгновенное счастье тому, кто его держит, но эта его способность грозит разлучить друзей. | Тоскующая по дому Рапунцель обнаруживает таинственного идола способного приносить мгновенное счастье тому, кто его держит, но эта его способность грозит разлучить друзей. | Тоскующая по дому Рапунцель обнаруживает таинственного идола способного приносить мгновенное счастье тому, кто его держит, но эта его способность грозит разлучить друзей. |
| 11        | Макс и Юджин: Опасность в Открытом Море | Том Колфилд | Дэйв Шифф | 3 марта 2019 | 0.37 |
| Описание: | Макс и Юджин падают с корабля в море, их спасает другой корабль, но на том, корабле много заключённых, которые поднимают бунт и захватывают на нём власть… | Макс и Юджин падают с корабля в море, их спасает другой корабль, но на том, корабле много заключённых, которые поднимают бунт и захватывают на нём власть… | Макс и Юджин падают с корабля в море, их спасает другой корабль, но на том, корабле много заключённых, которые поднимают бунт и захватывают на нём власть… | Макс и Юджин падают с корабля в море, их спасает другой корабль, но на том, корабле много заключённых, которые поднимают бунт и захватывают на нём власть… | Макс и Юджин падают с корабля в море, их спасает другой корабль, но на том, корабле много заключённых, которые поднимают бунт и захватывают на нём власть… |
| 12        | Проклята! | Стифан Сандовал | Келли Хэннон | 10 марта 2019 | 0.36 |
| Описание: | Рапунцель встречает вновь Мадам Канардист и Провидца Вигора и Вигор насылает проклятие на Рапунцель незадолго до того, как она с друзьями должна пересечь опасный горный перевал. | Рапунцель встречает вновь Мадам Канардист и Провидца Вигора и Вигор насылает проклятие на Рапунцель незадолго до того, как она с друзьями должна пересечь опасный горный перевал. | Рапунцель встречает вновь Мадам Канардист и Провидца Вигора и Вигор насылает проклятие на Рапунцель незадолго до того, как она с друзьями должна пересечь опасный горный перевал. | Рапунцель встречает вновь Мадам Канардист и Провидца Вигора и Вигор насылает проклятие на Рапунцель незадолго до того, как она с друзьями должна пересечь опасный горный перевал. | Рапунцель встречает вновь Мадам Канардист и Провидца Вигора и Вигор насылает проклятие на Рапунцель незадолго до того, как она с друзьями должна пересечь опасный горный перевал. |
| 13        | Глаз Пинкосты | Джо О | Джереми Шипп | 10 марта 2019 | 0.38 |
| Описание: | Чтобы вытащить Юджина из тюрьмы Рапунцель должна объединиться с его бывшей невестой Стальян, чтобы найти драгоценный камень, который Юджин и Стальян украли когда-то давно. | Чтобы вытащить Юджина из тюрьмы Рапунцель должна объединиться с его бывшей невестой Стальян, чтобы найти драгоценный камень, который Юджин и Стальян украли когда-то давно. | Чтобы вытащить Юджина из тюрьмы Рапунцель должна объединиться с его бывшей невестой Стальян, чтобы найти драгоценный камень, который Юджин и Стальян украли когда-то давно. | Чтобы вытащить Юджина из тюрьмы Рапунцель должна объединиться с его бывшей невестой Стальян, чтобы найти драгоценный камень, который Юджин и Стальян украли когда-то давно. | Чтобы вытащить Юджина из тюрьмы Рапунцель должна объединиться с его бывшей невестой Стальян, чтобы найти драгоценный камень, который Юджин и Стальян украли когда-то давно. |
| 14        | Рапунцель и Великое Древо | Том Колфилд и Стивен Сандовал | Джейс Риччи | 17 марта 2019 | 0.37 |
| Описание: | Путь из чёрных камней ведёт Рапунцель и её спутников к Великому Древу, древнему волшебному месту. Они сталкиваются с непредсказуемым Гектором и открывают магическую формулу лунного камня. Гектор оказывается опасным противником, и Рапунцель понимает, что её единственный шанс спасти своих друзей — это использовать неконтролируемую волшебную формулу Лунного камня. | Путь из чёрных камней ведёт Рапунцель и её спутников к Великому Древу, древнему волшебному месту. Они сталкиваются с непредсказуемым Гектором и открывают магическую формулу лунного камня. Гектор оказывается опасным противником, и Рапунцель понимает, что её единственный шанс спасти своих друзей — это использовать неконтролируемую волшебную формулу Лунного камня. | Путь из чёрных камней ведёт Рапунцель и её спутников к Великому Древу, древнему волшебному месту. Они сталкиваются с непредсказуемым Гектором и открывают магическую формулу лунного камня. Гектор оказывается опасным противником, и Рапунцель понимает, что её единственный шанс спасти своих друзей — это использовать неконтролируемую волшебную формулу Лунного камня. | Путь из чёрных камней ведёт Рапунцель и её спутников к Великому Древу, древнему волшебному месту. Они сталкиваются с непредсказуемым Гектором и открывают магическую формулу лунного камня. Гектор оказывается опасным противником, и Рапунцель понимает, что её единственный шанс спасти своих друзей — это использовать неконтролируемую волшебную формулу Лунного камня. | Путь из чёрных камней ведёт Рапунцель и её спутников к Великому Древу, древнему волшебному месту. Они сталкиваются с непредсказуемым Гектором и открывают магическую формулу лунного камня. Гектор оказывается опасным противником, и Рапунцель понимает, что её единственный шанс спасти своих друзей — это использовать неконтролируемую волшебную формулу Лунного камня. |
| 15        | Братья Крюк | Том Колфилд | Рикки Роксбург | 24 марта 2019 | TBA |
| Описание: | Чтобы поднять всем настроение, Рапунцель берёт своих компаньонов на концерт Рукокрюка, но воссоединение братьев Крюк вызывает у Ногокрюка плохие воспоминания. | Чтобы поднять всем настроение, Рапунцель берёт своих компаньонов на концерт Рукокрюка, но воссоединение братьев Крюк вызывает у Ногокрюка плохие воспоминания. | Чтобы поднять всем настроение, Рапунцель берёт своих компаньонов на концерт Рукокрюка, но воссоединение братьев Крюк вызывает у Ногокрюка плохие воспоминания. | Чтобы поднять всем настроение, Рапунцель берёт своих компаньонов на концерт Рукокрюка, но воссоединение братьев Крюк вызывает у Ногокрюка плохие воспоминания. | Чтобы поднять всем настроение, Рапунцель берёт своих компаньонов на концерт Рукокрюка, но воссоединение братьев Крюк вызывает у Ногокрюка плохие воспоминания. |
| 16        | Рапунцель: День Первый | Стефан Сандовал | Лиана Диндал | 24 марта 2019 | TBA |
| Описание: | Рапунцель случайно попадает под заклинание забвения, после которого забывает всё, что произошло с тех пор, как она покинула свою башню. | Рапунцель случайно попадает под заклинание забвения, после которого забывает всё, что произошло с тех пор, как она покинула свою башню. | Рапунцель случайно попадает под заклинание забвения, после которого забывает всё, что произошло с тех пор, как она покинула свою башню. | Рапунцель случайно попадает под заклинание забвения, после которого забывает всё, что произошло с тех пор, как она покинула свою башню. | Рапунцель случайно попадает под заклинание забвения, после которого забывает всё, что произошло с тех пор, как она покинула свою башню. |
| 17        | Зеркало, Зеркало | Джо О | Дэйв Шифф | 31 марта 2019 | TBA |
| Описание: | Рапунцель с друзьями приходят в гостеприимный старый особняк, но когда они смотрят в зеркало, начинают происходить странные вещи. | Рапунцель с друзьями приходят в гостеприимный старый особняк, но когда они смотрят в зеркало, начинают происходить странные вещи. | Рапунцель с друзьями приходят в гостеприимный старый особняк, но когда они смотрят в зеркало, начинают происходить странные вещи. | Рапунцель с друзьями приходят в гостеприимный старый особняк, но когда они смотрят в зеркало, начинают происходить странные вещи. | Рапунцель с друзьями приходят в гостеприимный старый особняк, но когда они смотрят в зеркало, начинают происходить странные вещи. |
| 18        | Вы Меня Разыгрываете! | Джо О | Келли Хэнон | 31 марта 2019 | TBA |
| Описание: | Во время поисков выхода из старого особняка, все, кроме Юджина и Рапунцель , превращаются в маленьких детей. | Во время поисков выхода из старого особняка, все, кроме Юджина и Рапунцель , превращаются в маленьких детей. | Во время поисков выхода из старого особняка, все, кроме Юджина и Рапунцель , превращаются в маленьких детей. | Во время поисков выхода из старого особняка, все, кроме Юджина и Рапунцель , превращаются в маленьких детей. | Во время поисков выхода из старого особняка, все, кроме Юджина и Рапунцель , превращаются в маленьких детей. |
| 19        | Рапунцельтопия | Том Колфилд | Рикки Роксбург | 7 апреля 2019 | TBA |
| Описание: | Рапунцель просыпается и обнаруживает себя в Короне с короткими тёмными волосами, живущей прекрасной жизнью, как будто событий связанных с Чёрными камнями и Вэрианом никогда и не происходило. | Рапунцель просыпается и обнаруживает себя в Короне с короткими тёмными волосами, живущей прекрасной жизнью, как будто событий связанных с Чёрными камнями и Вэрианом никогда и не происходило. | Рапунцель просыпается и обнаруживает себя в Короне с короткими тёмными волосами, живущей прекрасной жизнью, как будто событий связанных с Чёрными камнями и Вэрианом никогда и не происходило. | Рапунцель просыпается и обнаруживает себя в Короне с короткими тёмными волосами, живущей прекрасной жизнью, как будто событий связанных с Чёрными камнями и Вэрианом никогда и не происходило. | Рапунцель просыпается и обнаруживает себя в Короне с короткими тёмными волосами, живущей прекрасной жизнью, как будто событий связанных с Чёрными камнями и Вэрианом никогда и не происходило. |
| 20        | Потерян и Найден | Шейн Залвин | Джереми Шипп | 7 апреля 2019 | TBA |
| Описание: | Рапунцель и Юджин должны пройти через смертоносный лабиринт, и их проводником по лабиринту будет провидец Вигор. | Рапунцель и Юджин должны пройти через смертоносный лабиринт, и их проводником по лабиринту будет провидец Вигор. | Рапунцель и Юджин должны пройти через смертоносный лабиринт, и их проводником по лабиринту будет провидец Вигор. | Рапунцель и Юджин должны пройти через смертоносный лабиринт, и их проводником по лабиринту будет провидец Вигор. | Рапунцель и Юджин должны пройти через смертоносный лабиринт, и их проводником по лабиринту будет провидец Вигор. |
| 21        | Столкновение Судеб | Джо О и Том Колфилд | Джейс Ричи, Лиана Диндал, Дэйв Шифф, Келли Хэнон, Джереми Шипп и Рикки Роксбург | 14 апреля 2019 | TBA |
| Описание: | Испуганная таинственным, неизвестным врагом, и преследуемая тёмным пророчеством, что один из её друзей предаст её, Рапунцель ведёт свою команду на последнем этапе их путешествия в Тёмное Королевство. Путешествие наконец подходит к концу, и судьба Рапунцель близка. Однако, чтобы достичь своей цели, она должна сначала победить Тёмного Короля.                      | Испуганная таинственным, неизвестным врагом, и преследуемая тёмным пророчеством, что один из её друзей предаст её, Рапунцель ведёт свою команду на последнем этапе их путешествия в Тёмное Королевство. Путешествие наконец подходит к концу, и судьба Рапунцель близка. Однако, чтобы достичь своей цели, она должна сначала победить Тёмного Короля.                      | Испуганная таинственным, неизвестным врагом, и преследуемая тёмным пророчеством, что один из её друзей предаст её, Рапунцель ведёт свою команду на последнем этапе их путешествия в Тёмное Королевство. Путешествие наконец подходит к концу, и судьба Рапунцель близка. Однако, чтобы достичь своей цели, она должна сначала победить Тёмного Короля.                      | Испуганная таинственным, неизвестным врагом, и преследуемая тёмным пророчеством, что один из её друзей предаст её, Рапунцель ведёт свою команду на последнем этапе их путешествия в Тёмное Королевство. Путешествие наконец подходит к концу, и судьба Рапунцель близка. Однако, чтобы достичь своей цели, она должна сначала победить Тёмного Короля.                      | Испуганная таинственным, неизвестным врагом, и преследуемая тёмным пророчеством, что один из её друзей предаст её, Рапунцель ведёт свою команду на последнем этапе их путешествия в Тёмное Королевство. Путешествие наконец подходит к концу, и судьба Рапунцель близка. Однако, чтобы достичь своей цели, она должна сначала победить Тёмного Короля.                      |

| №         | Название | Режиссёр | Сценарист | Показ в США | Зрители США (в миллионах) |
| 1         | Возвращение Рапунцель | Шейн Залвин и Том Колфилд | Рикки Роксбург | 7 октября 2019 | TBA |
| --------- | --- | --- | --- | --- | --- |
| Описание: | Рапунцель возвращается в Корону и обнаруживает, что её захватил старый враг. Все ещё не оправившись от предательства Кассандры, Рапунцель должна использовать свою внутреннюю силу, чтобы спасти Корону и её жителей, включая своих родителей. | Рапунцель возвращается в Корону и обнаруживает, что её захватил старый враг. Все ещё не оправившись от предательства Кассандры, Рапунцель должна использовать свою внутреннюю силу, чтобы спасти Корону и её жителей, включая своих родителей. | Рапунцель возвращается в Корону и обнаруживает, что её захватил старый враг. Все ещё не оправившись от предательства Кассандры, Рапунцель должна использовать свою внутреннюю силу, чтобы спасти Корону и её жителей, включая своих родителей. | Рапунцель возвращается в Корону и обнаруживает, что её захватил старый враг. Все ещё не оправившись от предательства Кассандры, Рапунцель должна использовать свою внутреннюю силу, чтобы спасти Корону и её жителей, включая своих родителей. | Рапунцель возвращается в Корону и обнаруживает, что её захватил старый враг. Все ещё не оправившись от предательства Кассандры, Рапунцель должна использовать свою внутреннюю силу, чтобы спасти Корону и её жителей, включая своих родителей. |
| 2         | Возвращение Короля | Филипп Пигноти | Джереми Шипп | 8 октября 2019 | TBA |
| Описание: | Король Эдмунд прибывает в Корону, чтобы подарить Юджину семейную реликвию, но когда семейная реликвия оказывается украдена, Юджин неохотно присоединяется к своему отцу в её поисках. | Король Эдмунд прибывает в Корону, чтобы подарить Юджину семейную реликвию, но когда семейная реликвия оказывается украдена, Юджин неохотно присоединяется к своему отцу в её поисках. | Король Эдмунд прибывает в Корону, чтобы подарить Юджину семейную реликвию, но когда семейная реликвия оказывается украдена, Юджин неохотно присоединяется к своему отцу в её поисках. | Король Эдмунд прибывает в Корону, чтобы подарить Юджину семейную реликвию, но когда семейная реликвия оказывается украдена, Юджин неохотно присоединяется к своему отцу в её поисках. | Король Эдмунд прибывает в Корону, чтобы подарить Юджину семейную реликвию, но когда семейная реликвия оказывается украдена, Юджин неохотно присоединяется к своему отцу в её поисках. |
| 3         | Кто Боится Большого, Злого Волка? | Шейн Залвин | Джейз Ричи | 9 октября 2019 | TBA |
| Описание: | Друзья Рапунцель и Юджина: Рыжая и Злюка возвращаются в Корону навсегда; их возвращение быстро превращается в кошмар, когда в королевстве появляется оборотень. | Друзья Рапунцель и Юджина: Рыжая и Злюка возвращаются в Корону навсегда; их возвращение быстро превращается в кошмар, когда в королевстве появляется оборотень. | Друзья Рапунцель и Юджина: Рыжая и Злюка возвращаются в Корону навсегда; их возвращение быстро превращается в кошмар, когда в королевстве появляется оборотень. | Друзья Рапунцель и Юджина: Рыжая и Злюка возвращаются в Корону навсегда; их возвращение быстро превращается в кошмар, когда в королевстве появляется оборотень. | Друзья Рапунцель и Юджина: Рыжая и Злюка возвращаются в Корону навсегда; их возвращение быстро превращается в кошмар, когда в королевстве появляется оборотень. |
| 4         | Потерянное сокровище Херц дер Сонне | Том Колфилд | Дэйв Шифф | 10 октября 2019 | TBA |
| Описание: | Рапунцель, обнаружив карту мифического сокровища, считает, что проведение соревнования по его поиску, будет именно тем, что нужно людям Короны. | Рапунцель, обнаружив карту мифического сокровища, считает, что проведение соревнования по его поиску, будет именно тем, что нужно людям Короны. | Рапунцель, обнаружив карту мифического сокровища, считает, что проведение соревнования по его поиску, будет именно тем, что нужно людям Короны. | Рапунцель, обнаружив карту мифического сокровища, считает, что проведение соревнования по его поиску, будет именно тем, что нужно людям Короны. | Рапунцель, обнаружив карту мифического сокровища, считает, что проведение соревнования по его поиску, будет именно тем, что нужно людям Короны. |
| 5         | Не Так Как В Прошлом | Филипп Пигноти | Кэлли Хэнон | 11 октября 2019 | TBA |
| Описание: | Древние песочные часы отправляют Рапунцель и Паскаля назад в прошлое, и их единственная надежда на возвращение в настоящее находится в руках юного Лэнса и Юджина. | Древние песочные часы отправляют Рапунцель и Паскаля назад в прошлое, и их единственная надежда на возвращение в настоящее находится в руках юного Лэнса и Юджина. | Древние песочные часы отправляют Рапунцель и Паскаля назад в прошлое, и их единственная надежда на возвращение в настоящее находится в руках юного Лэнса и Юджина. | Древние песочные часы отправляют Рапунцель и Паскаля назад в прошлое, и их единственная надежда на возвращение в настоящее находится в руках юного Лэнса и Юджина. | Древние песочные часы отправляют Рапунцель и Паскаля назад в прошлое, и их единственная надежда на возвращение в настоящее находится в руках юного Лэнса и Юджина. |
| 6         | Начало | Шейн Залвин | Леана Диндал | 15 октября 2019 | TBA |
| Описание: | Чтобы разобраться с предательством Кассандры, Рапунцель вспоминает историю о том, как она и Кассандра впервые подружились. | Чтобы разобраться с предательством Кассандры, Рапунцель вспоминает историю о том, как она и Кассандра впервые подружились. | Чтобы разобраться с предательством Кассандры, Рапунцель вспоминает историю о том, как она и Кассандра впервые подружились. | Чтобы разобраться с предательством Кассандры, Рапунцель вспоминает историю о том, как она и Кассандра впервые подружились. | Чтобы разобраться с предательством Кассандры, Рапунцель вспоминает историю о том, как она и Кассандра впервые подружились. |
| 7         | Король и Королева Сердец | Том Колфилд | Рикки Роксбург | 16 октября 2019 | TBA |
| Описание: | Рапунцель обнаруживает, что потеря памяти её родителей заставила их забыть, как они влюбились друг в друга, все усложняется, когда король Тревор пытается завоевать сердце королевы. | Рапунцель обнаруживает, что потеря памяти её родителей заставила их забыть, как они влюбились друг в друга, все усложняется, когда король Тревор пытается завоевать сердце королевы. | Рапунцель обнаруживает, что потеря памяти её родителей заставила их забыть, как они влюбились друг в друга, все усложняется, когда король Тревор пытается завоевать сердце королевы. | Рапунцель обнаруживает, что потеря памяти её родителей заставила их забыть, как они влюбились друг в друга, все усложняется, когда король Тревор пытается завоевать сердце королевы. | Рапунцель обнаруживает, что потеря памяти её родителей заставила их забыть, как они влюбились друг в друга, все усложняется, когда король Тревор пытается завоевать сердце королевы. |
| 8         | День Животных | Том Колфилд | Кэлли Хэнон | 17 октября 2019 | TBA |
| Описание: | Макс, Паскаль и другие животные должны спасти Рапунцель и остальную банду из заточения в магической тюрьме, где они рискуют остаться навсегда. | Макс, Паскаль и другие животные должны спасти Рапунцель и остальную банду из заточения в магической тюрьме, где они рискуют остаться навсегда. | Макс, Паскаль и другие животные должны спасти Рапунцель и остальную банду из заточения в магической тюрьме, где они рискуют остаться навсегда. | Макс, Паскаль и другие животные должны спасти Рапунцель и остальную банду из заточения в магической тюрьме, где они рискуют остаться навсегда. | Макс, Паскаль и другие животные должны спасти Рапунцель и остальную банду из заточения в магической тюрьме, где они рискуют остаться навсегда. |
| 9         | Бойся | Филипп Пигноти | Джереми Шипп | 18 октября 2019 | TBA |
| Описание: | Когда Корона подвергается новому пришествию камней, на этот раз, вызывающих страшные видения, Рапунцель объединяется с Вэрианом, чтобы положить конец новой угрозе. | Когда Корона подвергается новому пришествию камней, на этот раз, вызывающих страшные видения, Рапунцель объединяется с Вэрианом, чтобы положить конец новой угрозе. | Когда Корона подвергается новому пришествию камней, на этот раз, вызывающих страшные видения, Рапунцель объединяется с Вэрианом, чтобы положить конец новой угрозе. | Когда Корона подвергается новому пришествию камней, на этот раз, вызывающих страшные видения, Рапунцель объединяется с Вэрианом, чтобы положить конец новой угрозе. | Когда Корона подвергается новому пришествию камней, на этот раз, вызывающих страшные видения, Рапунцель объединяется с Вэрианом, чтобы положить конец новой угрозе. |
| 10        | Дракон Паскаля | Шейн Залвин | Дэйв Шифф | 12 января 2020 | TBA |
| Описание: | Когда Паскаль становится другом маленького дракона, он должен сделать выбор между своим новым другом и безопасностью Короны. | Когда Паскаль становится другом маленького дракона, он должен сделать выбор между своим новым другом и безопасностью Короны. | Когда Паскаль становится другом маленького дракона, он должен сделать выбор между своим новым другом и безопасностью Короны. | Когда Паскаль становится другом маленького дракона, он должен сделать выбор между своим новым другом и безопасностью Короны. | Когда Паскаль становится другом маленького дракона, он должен сделать выбор между своим новым другом и безопасностью Короны. |
| 11        | Разделённые Острова | Филипп Пигноти | Леана Диндал | 19 января 2020 | TBA |
| Описание: | После получения сообщения от Совы, Рапунцель и Юджин отправляются на остров Лорбов, где они воссоединяются с Капитаном Гвардии. | После получения сообщения от Совы, Рапунцель и Юджин отправляются на остров Лорбов, где они воссоединяются с Капитаном Гвардии. | После получения сообщения от Совы, Рапунцель и Юджин отправляются на остров Лорбов, где они воссоединяются с Капитаном Гвардии. | После получения сообщения от Совы, Рапунцель и Юджин отправляются на остров Лорбов, где они воссоединяются с Капитаном Гвардии. | После получения сообщения от Совы, Рапунцель и Юджин отправляются на остров Лорбов, где они воссоединяются с Капитаном Гвардии. |
| 12        | Месть Кассандры | Шейн Залвин и Том Колфилд | Рикки Роксбург | 26 января 2020 | TBA |
| Описание: | Когда Рапунцель чувствует себя готовой начать жить нормальной жизнью, Кассандра возвращается в Корону, чтобы свести счёты. Рапунцель планирует неожиданную вечеринку по случаю дня рождения Юджина, но эти планы рушатся, когда Кассандра заявляется на эту вечеринку! А когда Вэриан попадает в плен, Рапунцель должна отправиться в новую крепость Кэсс чтобы спасти его! | Когда Рапунцель чувствует себя готовой начать жить нормальной жизнью, Кассандра возвращается в Корону, чтобы свести счёты. Рапунцель планирует неожиданную вечеринку по случаю дня рождения Юджина, но эти планы рушатся, когда Кассандра заявляется на эту вечеринку! А когда Вэриан попадает в плен, Рапунцель должна отправиться в новую крепость Кэсс чтобы спасти его! | Когда Рапунцель чувствует себя готовой начать жить нормальной жизнью, Кассандра возвращается в Корону, чтобы свести счёты. Рапунцель планирует неожиданную вечеринку по случаю дня рождения Юджина, но эти планы рушатся, когда Кассандра заявляется на эту вечеринку! А когда Вэриан попадает в плен, Рапунцель должна отправиться в новую крепость Кэсс чтобы спасти его! | Когда Рапунцель чувствует себя готовой начать жить нормальной жизнью, Кассандра возвращается в Корону, чтобы свести счёты. Рапунцель планирует неожиданную вечеринку по случаю дня рождения Юджина, но эти планы рушатся, когда Кассандра заявляется на эту вечеринку! А когда Вэриан попадает в плен, Рапунцель должна отправиться в новую крепость Кэсс чтобы спасти его! | Когда Рапунцель чувствует себя готовой начать жить нормальной жизнью, Кассандра возвращается в Корону, чтобы свести счёты. Рапунцель планирует неожиданную вечеринку по случаю дня рождения Юджина, но эти планы рушатся, когда Кассандра заявляется на эту вечеринку! А когда Вэриан попадает в плен, Рапунцель должна отправиться в новую крепость Кэсс чтобы спасти его! |
| 13        | Гонка к Пику | Филипп Пигноти | Джереми Шипп | 2 февраля 2020 | TBA |
| Описание: | Рапунцель, Юджин и их старая подруга Калиопа пытаются добраться до Пика быстрее Кассандры, чтобы помешать ей завладеть смертельным оружием. | Рапунцель, Юджин и их старая подруга Калиопа пытаются добраться до Пика быстрее Кассандры, чтобы помешать ей завладеть смертельным оружием. | Рапунцель, Юджин и их старая подруга Калиопа пытаются добраться до Пика быстрее Кассандры, чтобы помешать ей завладеть смертельным оружием. | Рапунцель, Юджин и их старая подруга Калиопа пытаются добраться до Пика быстрее Кассандры, чтобы помешать ей завладеть смертельным оружием. | Рапунцель, Юджин и их старая подруга Калиопа пытаются добраться до Пика быстрее Кассандры, чтобы помешать ей завладеть смертельным оружием. |
| 14        | История о Двух Сёстрах | Шейн Залвин | Дэйв Шифф и Джереми Шипп | 9 февраля 2020 | TBA |
| Описание: | Рапунцель и Кассандра расследуют загадочную историю о призраке Готель, который живёт в доме, где провела детство Кэсс. | Рапунцель и Кассандра расследуют загадочную историю о призраке Готель, который живёт в доме, где провела детство Кэсс. | Рапунцель и Кассандра расследуют загадочную историю о призраке Готель, который живёт в доме, где провела детство Кэсс. | Рапунцель и Кассандра расследуют загадочную историю о призраке Готель, который живёт в доме, где провела детство Кэсс. | Рапунцель и Кассандра расследуют загадочную историю о призраке Готель, который живёт в доме, где провела детство Кэсс. |
| 15        | Флин Мошенник | Том Колфилд | Рикки Роксбург | 16 февраля 2020 | TBA |
| Описание: | Юджин должен выследить и сразиться с вором, укравшим его прежнюю личность, Флинна Райдера. | Юджин должен выследить и сразиться с вором, укравшим его прежнюю личность, Флинна Райдера. | Юджин должен выследить и сразиться с вором, укравшим его прежнюю личность, Флинна Райдера. | Юджин должен выследить и сразиться с вором, укравшим его прежнюю личность, Флинна Райдера. | Юджин должен выследить и сразиться с вором, укравшим его прежнюю личность, Флинна Райдера. |
| 16        | Бывшая Служанкой... | TBA | TBA | 23 февраля 2020 | TBA |
| Описание: | Кассандра, замаскированная магическим плащом, пробирается в Корону с намерением помириться с Рапунцель. | Кассандра, замаскированная магическим плащом, пробирается в Корону с намерением помириться с Рапунцель. | Кассандра, замаскированная магическим плащом, пробирается в Корону с намерением помириться с Рапунцель. | Кассандра, замаскированная магическим плащом, пробирается в Корону с намерением помириться с Рапунцель. | Кассандра, замаскированная магическим плащом, пробирается в Корону с намерением помириться с Рапунцель. |
| 17        | Большее В Тебе | TBA | TBA | 1 марта 2020 | TBA |
| Описание: | Рапунцель и её друзья должны отбить Корону у Кассандры, и наконец сразиться с Зан Тири. | Рапунцель и её друзья должны отбить Корону у Кассандры, и наконец сразиться с Зан Тири. | Рапунцель и её друзья должны отбить Корону у Кассандры, и наконец сразиться с Зан Тири. | Рапунцель и её друзья должны отбить Корону у Кассандры, и наконец сразиться с Зан Тири. | Рапунцель и её друзья должны отбить Корону у Кассандры, и наконец сразиться с Зан Тири. |

## Награды
| Год  | Награда | Категория                                                                           | Номинация                                                   | Результат | Прим.  |
| ---- | ------- | ----------------------------------------------------------------------------------- | ----------------------------------------------------------- | --------- | ------ |
| 2018 | Энни    | Лучший детский анимационный сериал                                                  | Серия: «Королева на день»                                   | Номинация | [ 42 ] |
| 2018 | Энни    | Выдающиеся достижения в дизайне персонажей в анимационном сериале                   | Шейн Пригмор, Бобби Понтиллас, Тейлор Крахенбуль, Маюми Нос | Номинация | [ 43 ] |
| 2018 | Энни    | Выдающиеся достижения для руководства в анимационном сериале                        | Том Колфилд, Стивен Сандовал                                | Номинация | [ 44 ] |
| 2018 | Эмми    | Выдающийся человек в анимации                                                       | Том Колфилд                                                 | Победа    |        |
| 2018 | Эмми    | Выдающийся актёрский состав для анимационного сериала                               | Джулия Плезантс, Сара Джейн Шерман                          | Номинация |        |
| 2018 | Эмми    | Выдающееся музыкальное направление или композиция                                   | Кевин Клиш                                                  | Номинация |        |
| 2019 | Энни    | Выдающееся достижение в анимации персонажей в производстве анимационных телепередач | Джулиана Мартин («Король Паскаль»)                          | Номинация |        |
| 2019 | Энни    | Выдающееся достижение в дизайне персонажей в производстве анимационных телепередач  | Аманда Джолли («Вольная птица»)                             | Победа    |        |
| 2019 | Эмми    | Выдающийся актёрский состав для анимационного сериала                               |                                                             | Ожидается |        |

## Выход на видео
«Рапунцель: Дорога к мечте» и ещё четыре эпизода, были выпущены на DVD 11 апреля 2017 года. Эпизод «Королева на день» был выпущен на DVD 12 декабря 2017 года, а 28 декабря 2021 года на Blu-ray были выпущены все серии мультсериала.